# Luxeuil-les-Bains
Luxeuil-les-Bains est une commune française située dans le département de la Haute-Saône, en Franche-Comté, dans la région administrative Bourgogne-Franche-Comté.
Commune principale de la communauté de communes du Pays de Luxeuil, elle est la quatrième la plus peuplée du département après Vesoul, Héricourt et Lure. Réputée pour ses spécialités culinaires, sa dentelle et principalement ses thermes, elle fait partie des villes portes adhérentes du parc naturel régional des Ballons des Vosges.
La cité est connue dès l'époque celtique grâce aux sources d'eaux chaudes. Les thermes ont permis l'installation et le développement de la vie artisanale sur le territoire de Luxeuil. À la fin de l'Antiquité, Luxeuil voit se développer un fort épisode spirituel et intellectuel par Colomban de Luxeuil, qui a évangélisé la ville et la région. Lors de la Renaissance, la ville est dotée d'un riche patrimoine architectural et ornemental. Durant l'époque contemporaine, le thermalisme se développe considérablement. Les thermes et les eaux de Luxeuil-les-Bains sont alors renommés nationalement. La ville est également connue pour être l'emplacement de la base aérienne 116 Luxeuil-Saint Sauveur qui constitue le second employeur du département. De multiples équipements culturels, sportifs (tels que le Club Haltérophile Luxovien, possédant une équipe en Nationale 1 et plusieurs inter-nationaux) et sanitaires offrent à la population des activités diversifiées.
Luxeuil-les-Bains se situe à 27,5 kilomètres au nord-est de Vesoul.

## Géographie

### Localisation
Luxeuil-les-Bains est située dans le nord du département de la Haute-Saône, dans le pays des Vosges saônoises qui s'étire sur quelque soixante kilomètres d'ouest en est et quarante kilomètres du nord au sud, au bord du Breuchin et forme un écrin naturel autour de la ville. Dans le nord de la Franche-Comté et au contact de la Lorraine, ce territoire culmine à l'est au ballon de Servance (1 216 mètres) et se trouve à demi englobé dans le parc naturel régional des Ballons des Vosges. Luxeuil est à l'entrée de cette vaste entité géographique d'environ 3 000 km2 qui touche quatre départements (Haute-Saône, Vosges, Territoire de Belfort et Haut-Rhin).
À vol d'oiseau, la commune se trouve à 27,5 kilomètres au nord-est de Vesoul, 319,7 km de Paris, 508,0 km de Marseille, 257,1 km de Lyon, 604,7 km de Toulouse et 461,9 km de Nice.

### Communs limitrophes
Luxeuil-les-Bains est limitrophe de huit communes :

### Géologie et relief
- Ville, villages et limites communales
- Rhétien (t7)
- Alluvions anciennes (Fx)
- Alluvions anciennes de basses terrasses (Fy)
- Alluvions récentes (Fz)
- Lehm produits d'altération d'âge indéterminé (Œ)
- Éboulis (E)

Carte géologique de Luxeuil et des communes limitrophes.
Ville, villages et limites communales
Rhétien (t7)
Alluvions anciennes (Fx)
Alluvions anciennes de basses terrasses (Fy)
Alluvions récentes (Fz)
Lehm produits d'altération d'âge indéterminé (Œ)
Éboulis (E)
: Failles

La superficie de la commune est de 2 181 hectares ; son altitude varie de 260  à   395 mètres.
Luxeuil-les-Bains est construite sur le plateau de Haute-Saône dans la dépression sous-vosgienne et s'appuie sur le versant méridional du massif des Vosges. Elle est située à proximité du bassin houiller stéphanien sous-vosgien. Le sol de la commune est majoritairement composé d'alluvions du Quaternaire reposant sur le Trias. La vallée de l'Ognon présente un modelé glaciaire avec une forme en auge caractéristique d'une érosion provoquée par un important glacier. Celui-ci a laissé des moraines et des verrous.
La partie sud et la partie urbanisée du territoire communal se trouvent dans une plaine tandis que la partie nord est vallonnée.

### Hydrographie
Dans les Vosges saônoises, les sources, nombreuses et abondantes, alimentent un dense réseau hydrographique. Elles ramènent parfois à la surface de la terre chaleur et minéraux.
Les rivières descendent des contreforts vosgiens et se dirigent principalement vers le sud-ouest pour rejoindre le bassin de la Saône. Tantôt elles forcent les obstacles naturels comme au saut de l'Ognon, haut de 14 mètres (commune de Servance), tantôt, tel le Breuchin entre Faucogney et Raddon, elles se glissent paresseusement dans une ancienne vallée glaciaire et servent de gîte aux truites, voire aux écrevisses.
Les étangs parsèment par centaines le plateau délimité par l'Ognon et le Breuchin. D'origine glaciaire (comme les moraines et les blocs erratiques bien visibles) ou aménagés par l'homme au cours des siècles passés, ils confèrent à cette région dite des « Mille Étangs » un charme particulier, encore rehaussé à l'automne par les coloris flamboyants des forêts qui les sertissent. Le circuit des étangs est présenté sur un panneau à Beulotte-Saint-Laurent.
Les tourbières enfin témoignent de l'évolution des auges glaciaires au moment du dégel.
Plusieurs plans d'eau sont présents à l'extrémité sud-ouest du territoire communal et sont limitrophes de la base aérienne 116. Il s'agit de gravières dont certaines sont toujours exploitées dans les années 2020,.

### Climat
Pour des articles plus généraux, voir Climat de la Bourgogne-Franche-Comté et Climat de la Haute-Saône.
En 2010, le climat de la commune est de type climat de montagne, selon une étude du Centre national de la recherche scientifique s'appuyant sur une série de données couvrant la période 1971-2000. En 2020, Météo-France publie une typologie des climats de la France métropolitaine dans laquelle la commune est exposée à un climat semi-continental et est dans la région climatique Lorraine, plateau de Langres, Morvan, caractérisée par un hiver rude (1,5 °C), des vents modérés et des brouillards fréquents en automne et hiver.
Pour la période 1971-2000, la température annuelle moyenne est de 9,8 °C, avec une amplitude thermique annuelle de 17,3 °C. Le cumul annuel moyen de précipitations est de 1 132 mm, avec 12,9 jours de précipitations en janvier et 10,3 jours en juillet. Pour la période 1991-2020, la température moyenne annuelle observée sur la station météorologique de Météo-France la plus proche, « Luxeuil », sur la commune de Saint-Sauveur à 1 km à vol d'oiseau, est de 10,8 °C et le cumul annuel moyen de précipitations est de 977,3 mm. 
La température maximale relevée sur cette station est de 38,9 °C, atteinte le 25 juillet 2019 ; la température minimale est de −25,9 °C, atteinte le 16 janvier 1966,,.
| Mois                                  | jan.             | fév.             | mars             | avril         | mai             | juin            | jui.           | août           | sep.          | oct.            | nov.             | déc.             | année      |
| ------------------------------------- | ---------------- | ---------------- | ---------------- | ------------- | --------------- | --------------- | -------------- | -------------- | ------------- | --------------- | ---------------- | ---------------- | ---------- |
| Température minimale moyenne (°C)     | −1,2             | −1,1             | 1,3              | 3,9           | 8,1             | 11,7            | 13,5           | 13,2           | 9,5           | 6,4             | 2,4              | −0,2             | 5,6        |
| Température moyenne (°C)              | 2,2              | 3,2              | 6,8              | 10,1          | 14,2            | 17,8            | 19,7           | 19,5           | 15,4          | 11,3            | 6,2              | 3                | 10,8       |
| Température maximale moyenne (°C)     | 5,6              | 7,6              | 12,3             | 16,4          | 20,2            | 23,9            | 26             | 25,8           | 21,3          | 16,2            | 9,9              | 6,2              | 15,9       |
| Record de froid (°C) date du record   | −25,9 16.01.1966 | −25,4 02.02.1954 | −20,2 04.03.1949 | −7,2 08.04.03 | −5,6 11.05.1949 | −0,1 03.06.1962 | 0,8 01.07.1960 | 0,2 13.08.1949 | −3 25.09.1972 | −8,2 30.10.1955 | −13,6 26.11.1989 | −22,6 03.12.1973 | −25,9 1966 |
| Record de chaleur (°C) date du record | 18 01.01.23      | 22,5 27.02.19    | 25,2 31.03.21    | 29 28.04.12   | 31,8 25.05.09   | 37,3 26.06.19   | 38,9 25.07.19  | 38,5 12.08.03  | 34 03.09.1962 | 29,2 03.10.1985 | 23,5 07.11.15    | 19,1 04.12.1953  | 38,9 2019  |
| Ensoleillement (h)                    | 687              | 934              | 1 511            | 1 826         | 2 066           | 2 334           | 2 498          | 2 317          | 1 817         | 1 203           | 701              | 585              | 1 848      |
| Précipitations (mm)                   | 79,7             | 68,4             | 69,5             | 66,2          | 93,1            | 83,3            | 81,1           | 77,3           | 80,9          | 93,2            | 89,8             | 94,8             | 977,3      |

| Diagramme climatique                                  |             |             |             |             |              |            |              |             |             |            |             |
| J                                                     | F           | M           | A           | M           | J            | J          | A            | S           | O           | N          | D           |
| 5,6−1,279,7                                           | 7,6−1,168,4 | 12,31,369,5 | 16,43,966,2 | 20,28,193,1 | 23,911,783,3 | 2613,581,1 | 25,813,277,3 | 21,39,580,9 | 16,26,493,2 | 9,92,489,8 | 6,2−0,294,8 |
| Moyennes : • Temp. maxi et mini °C • Précipitation mm |             |             |             |             |              |            |              |             |             |            |             |

Les paramètres climatiques de la commune ont été estimés pour le milieu du siècle (2041-2070) selon différents scénarios d'émission de gaz à effet de serre à partir des nouvelles projections climatiques de référence DRIAS-2020. Ils sont consultables sur un site dédié publié par Météo-France en novembre 2022.

## Urbanisme

Développement urbain de Luxeuil et Saint-Sauveur.

### Typologie
Au 1er janvier 2024, Luxeuil-les-Bains est catégorisée petite ville, selon la nouvelle grille communale de densité à sept niveaux définie par l'Insee en 2022.
Elle appartient à l'unité urbaine de Luxeuil-les-Bains, une agglomération intra-départementale regroupant six  communes, dont elle est ville-centre,,. Par ailleurs la commune fait partie de l'aire d'attraction de Luxeuil-les-Bains, dont elle est la commune-centre,. Cette aire, qui regroupe 41 communes, est catégorisée dans les aires de moins de 50 000 habitants,.

### Occupation des sols
L'occupation des sols de la commune, telle qu'elle ressort de la base de données européenne d’occupation biophysique des sols Corine Land Cover (CLC), est marquée par l'importance des forêts et milieux semi-naturels (63,6 % en 2018), en diminution par rapport à 1990 (65 %). La répartition détaillée en 2018 est la suivante : 
forêts (60,3 %), zones urbanisées (18,4 %), zones agricoles hétérogènes (5,6 %), prairies (5,2 %), zones industrielles ou commerciales et réseaux de communication (4,4 %), milieux à végétation arbustive et/ou herbacée (3,3 %), eaux continentales (1,7 %), espaces verts artificialisés, non agricoles (1,2 %). L'évolution de l’occupation des sols de la commune et de ses infrastructures peut être observée sur les différentes représentations cartographiques du territoire : la carte de Cassini (XVIIIe siècle), la carte d'état-major (1820-1866) et les cartes ou photos aériennes de l'IGN pour la période actuelle (1950 à aujourd'hui).

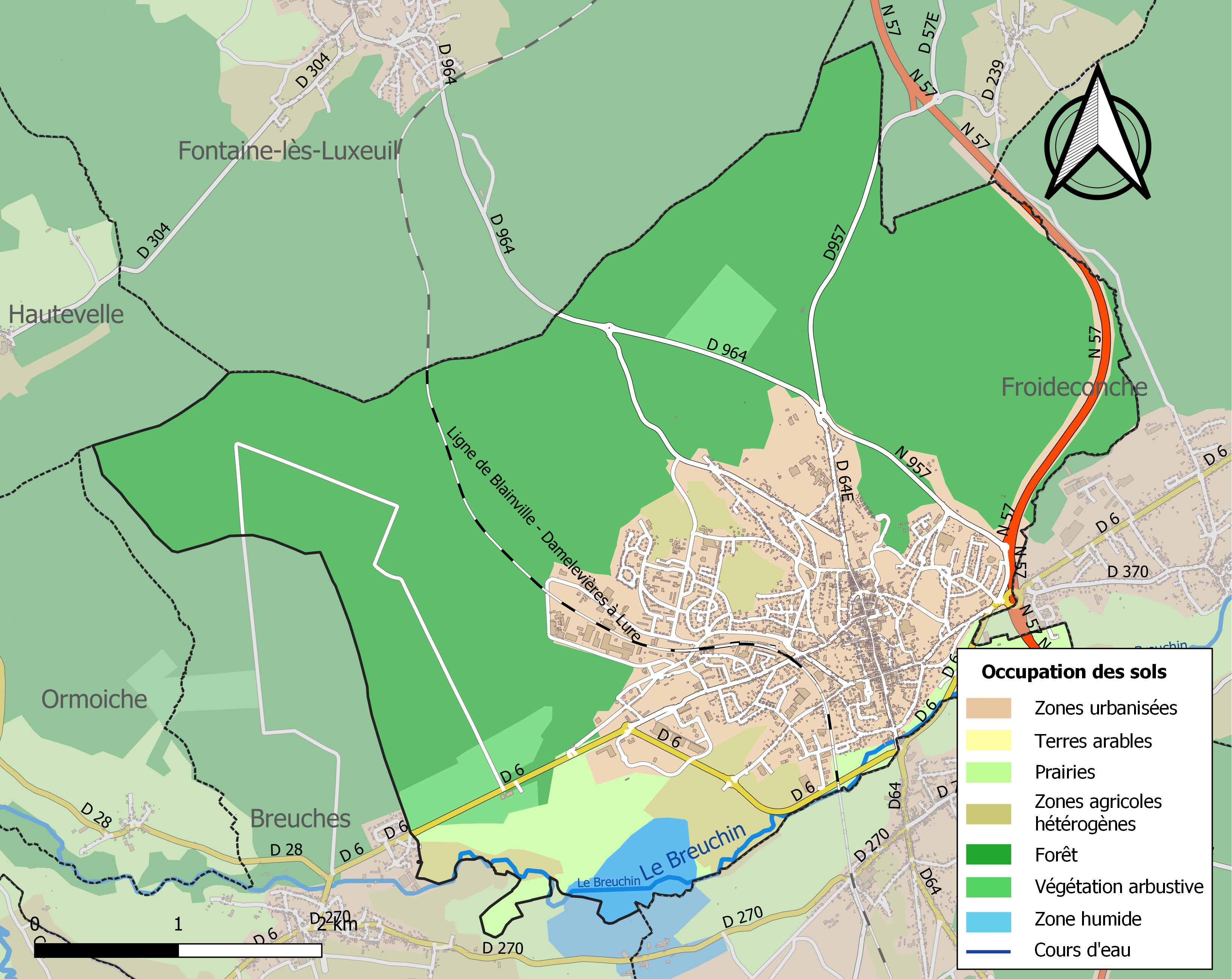
Carte des infrastructures et de l'occupation des sols de la commune en 2018 (CLC).

### Quartiers
La ville est divisée en plusieurs quartiers. En dehors du centre-ville où se situe la majorité du patrimoine historique, les plus grands quartiers sont : à l'ouest, le Messier (1 582 habitants), le Stade et le quartier Mieg ; à l'est le mont Valot. Messier est classé prioritaire avec 1 231 habitants en 2020.

### Logement
En 2016, le nombre total de logements à Luxeuil-les-Bains était de 4 553 dont 3 377 résidences principales, 309 résidences secondaires et logements occasionnels et 867 logements vacants. La commune totalisait 1 638 maisons et 2 818 appartements, soit respectivement 36,0 % et 61,9 % des logements parmi lesquels se trouvent 660 HLM. La proportion des résidences principales, propriétés de leurs occupants était de 42,9 %. On dénombrait 5,0 % de résidences principales constituées d'une seule pièce, 11,0 % de deux pièces, 23,2 % de trois pièces, 28,5 % de quatre pièces et enfin 32,2 % de cinq pièces ou plus.

### Urbanisme et paysage
La commune dispose d'un PLU et fait partie du SCOT du pays des Vosges saônoises.

### Risques naturels et technologiques
La commune est installée sur une zone sismique de niveau 3. Il existe des risques liés au transport de matières dangereuses.

### Transport et voies de communications

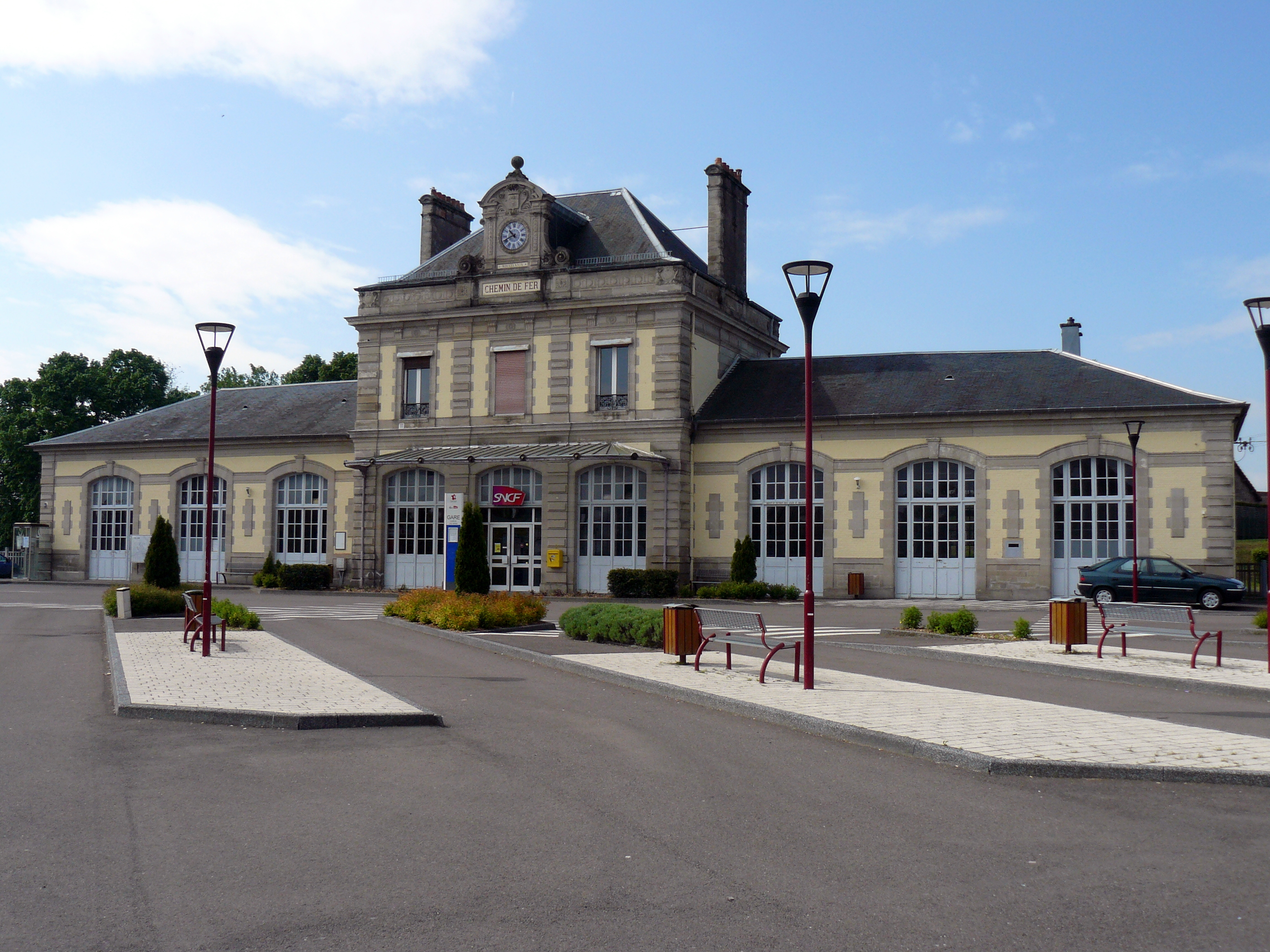
La gare de Luxeuil-les-Bains.

Luxeuil est accessible par plusieurs grands axes routiers :
- Vesoul à 31 km par la N 57 au sud-ouest ;
- Remiremont à 33 km par la N 57 au nord-est ;
- Thann à 77 km par la D 6 à l'est ;
- Langres à 97 km par la D 6 et Bourbonne-les-Bains à 65 km par la D 417 à l'ouest ;
- Lure à 20 km par la D 64 au sud ;
- Vittel à 79 km par la D 64 au nord-ouest.

Luxeuil est desservie par les autobus du réseau interurbain de la Bourgogne-Franche-Comté (Mobigo) reprenant anciennes les lignes saônoises. La gare est placée sur la ligne reliant Lure et Épinal.

## Toponymie
Au cours de son histoire, le nom de Luxeuil est attesté sous des formes diverses : Luxovium au VIIe siècle ; Luxuy, Lyxui, Luxui, Lixuy, Lixeuil, Lixeui, Lexui, Lysseu, Lisseu, Luxeu, Leuxeus au XIIe siècle ; Luxovia en 1228 ; Luxeye en 1258 ; Luxeul en 1477.
Le nom est issu de celui du dieu gaulois Luxovius à qui la station thermale était dédiée. La racine indo-européenne luk signifie lumière.
Le nom de Luxeuil-les-Bains a ceci de paradoxal que les sources documentaires sont particulièrement bien attestées, même par l’archéologie, tout en restant pratiquement insolubles. En effet, le nom est connu depuis au moins le VIIe siècle sous la forme de Luxovium, et deux inscriptions sur pierre, trouvées en 1777 puis en 1938, ont révélé le lien de ce toponyme avec celui d’un dieu Lussoius ou Luxoius. Or, c’est bien l’interprétation du nom de ce dieu, reconnu comme gaulois, qui n’a pas trouvé à ce jour de solution certaine.
Le latin lux/lucem qui désigne la lumière a été évoqué, mais comme tous les dieux sont peu ou prou lumineux et que celui-là est celtique, et non pas latin, cette interprétation n’apporte pas grand-chose. Côté gaulois, on a aussi envisagé une assimilation au dieu Lug, celui de Lyon/Lugdunum. Mais cette graphie, comme le lien avec une source thermale, ne correspondent à rien de connu dans le dossier du plus populaire des dieux celtiques.
En parcourant attentivement les lignes du dictionnaire de la langue gauloise, nous trouvons toutefois la mention d’une divinité celtibérique Loxa dont le nom dérive du gaulois loxso et signifie « boiteux ». L’exemple régional de Luxiol qui remonte à un toponyme Loposagio attesté à l’époque gallo-romaine confirme la possibilité d’une évolution phonétique du [o] au  [u].
Il reste que l’idée d’un dieu « boiteux » peut surprendre. Rappelons donc que, dans les mythes celtes et d’autres, les mutilations sont symboliques et révèlent en fait une capacité exceptionnelle. Ainsi du druide borgne, qui est clairvoyant, et du roi manchot qui est particulièrement habile au maniement de l’épée, donc à l’exercice du pouvoir temporel. Dans cette logique, notre dieu « boiteux » a toutes les chances d’être un marcheur ou un coureur infatigable ou particulièrement rapide. Et cette particularité, comme son handicap symbolique, en fait un candidat idéal pour patronner une source thermale, réputée guérisseuse. À l'instar du don de Odile de Hohenbourg, Sainte Odile, les eaux de Luxeuil sont réputées rendre la vue aux aveugles. Cette croyance est peut-être née de l'étymologie décrite ci-dessus, à savoir que le non-voyant guéri recouvre la vision de la lumière.
Tout ceci n’est bien sûr qu’une hypothèse, mais elle est à ce jour la seule qui tienne sur le plan linguistique. Sur les plans religieux et historique, elle offre une piste de recherche sur ce dieu pour la compréhension de ce site thermal à l’époque gauloise.
Il faut signaler que, par chance, le double féminin de Luxoius, la déesse Bricta ou Brixta, dispose d’une étymologie parfaitement claire, puisqu’il s’agit du nom gaulois du « charme magique ». Cette déesse a sans doute laissé son nom au Breuchin.

## Histoire

### Antiquité
Le site de Luxeuil-les-Bains était connu bien avant la conquête de la Gaule par les Romains pour ses sources thermales et tirant sans doute son nom du dieu celtique Luxovios ou Lussoius, la ville prospéra à l'époque gallo-romaine sous le nom de Luxovium.
Développée à cette époque autour de son forum probablement proche des thermes, soit dans la partie septentrionale de la ville actuelle, elle se situe au carrefour de sept voies romaines. Les fouilles du XXe siècle ont mis au jour plusieurs fours de potiers, en activité au IIe siècle.
Dévastée par Attila en 451, elle tombe dans l'oubli pendant près d'un siècle et demi, jusqu'à la redécouverte des sources par le moine irlandais saint Colomban et ses compagnons moines irlandais qui y fondent vers 590 le monastère de Luxeuil et y introduisent la règle colombanienne.

### Moyen Âge

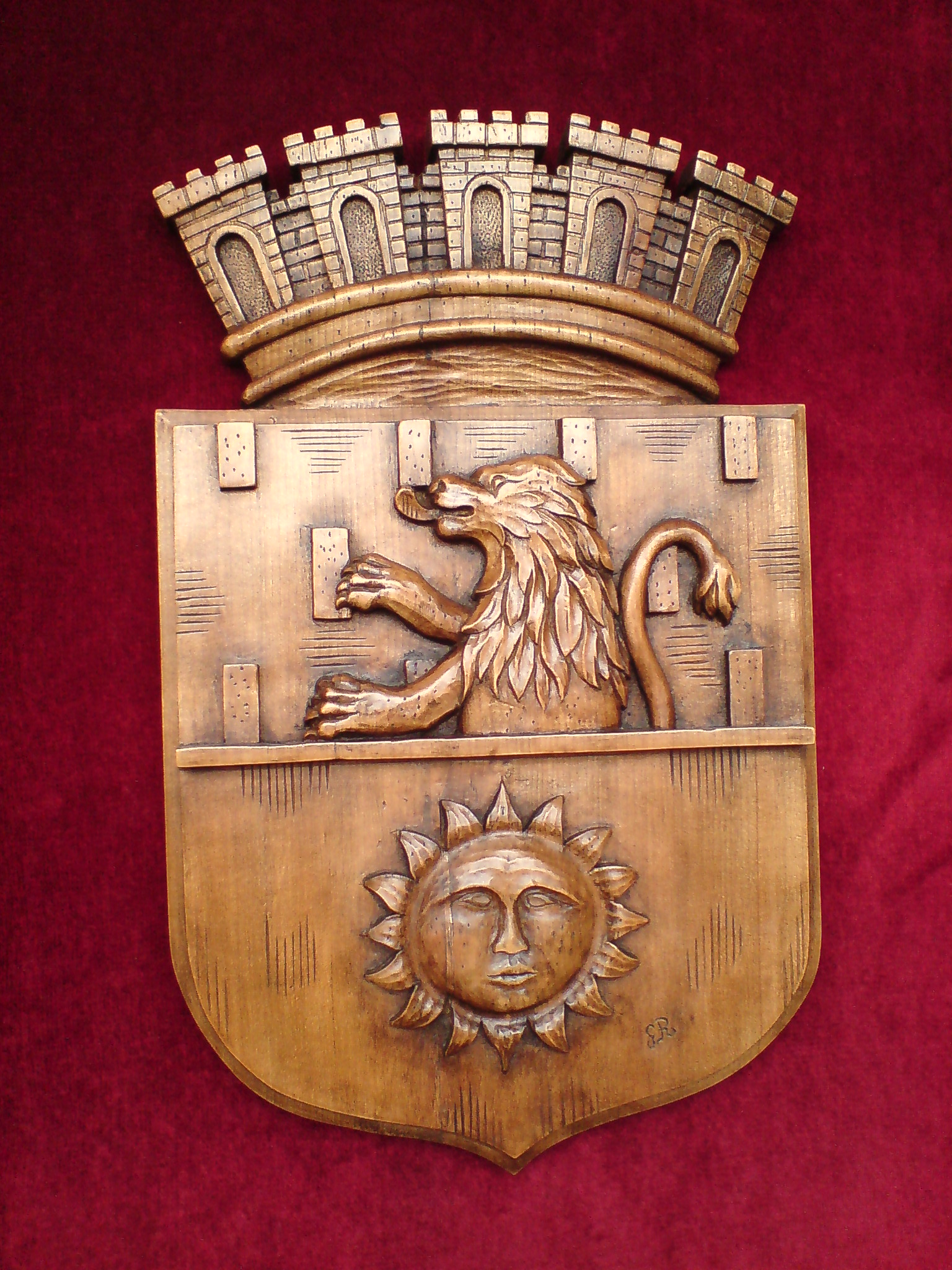
Armoiries de Luxeuil sculptées sur du bois / le lion (sur fond azur) : armoiries de Franche-Comté / le soleil (sur fond de gueules) : association d'idée avec le mot latin LUX qui signifie lumière.

En 731, les Sarrasins traversent la Bourgogne, pillent le monastère de Luxeuil et massacrent l'essentiel de la population (732).
Le monastère et la petite bourgade ne résistent pas à l'attaque des Normands au IXe siècle, et la ville est à nouveau pillée plusieurs fois.
Une bourgade va se développer au haut Moyen Âge. Au XIIIe siècle la ville, qui compte environ 1 500 habitants, est ceinte de remparts. Elle possède trois églises et quatorze chapelles.
La fin du Moyen Âge et la Renaissance verront la prospérité de la ville s’accroître, comme en témoignent les édifices construits à cette période (tour des Échevins, hôtel Thiadot, hôtel Pusel, maison François-Ier, etc.).

### Époque moderne
Les franchises dont bénéficie la province en général et la ville en particulier offrent un âge d'or à la cité comtoise.
Avec la guerre de Dix ans, épisode comtois de la guerre de Trente Ans, la ville connaît les troubles et l'insécurité qui frappent l’ensemble de la province.
Bien qu’elle ait espéré préserver ses franchises par son acte de reddition lors de l'annexion française de 1674, Luxeuil et ses institutions sont progressivement intégrés au royaume de France.

### Époque contemporaine
Pendant la Révolution française, la ville devient le chef-lieu du district de Luxeuil de 1790 à 1795.
L'activité économique principale de la commune au début du XIXe siècle est la dentelle de Luxeuil qui se transforme en industrie textile avec la révolution industrielle. Au cours de la deuxième moitié du siècle, une activité de fonderie se développe grâce à l'énergie hydraulique disponible sur place et la proximité des houillères de Ronchamp pour la fourniture du combustible.
Au début du XXe siècle, des entrepreneurs et industriels de la ville lancent une campagne de prospection du sous-sol entre Lure, Fougerolles et Luxeuil-les-Bains. Son but est de rechercher le prolongement du gisement de houille exploité dans le bassin minier ronchampois. Après des découvertes concluantes autour de Saint-Germain, une concession minière est accordée en juin 1914 à la Société anonyme des houillères de Saint-Germain. Mais il n'y eut aucune extraction de charbon, retardé par les guerres mondiales, les crises du charbon et l'incertitude d'une rentabilité.
En septembre 1911, des biplans survolent la Haute-Saône lors grandes manœuvres de l'Est. L'année suivante, l'aérodrome déménage sur l'emplacement actuel de la base aérienne 116 Luxeuil-Saint Sauveur ce qui en fait l'un des plus anciens terrain d'aviation militaire de France.

Les grandes manœuvres en 1911 à Luxeuil.
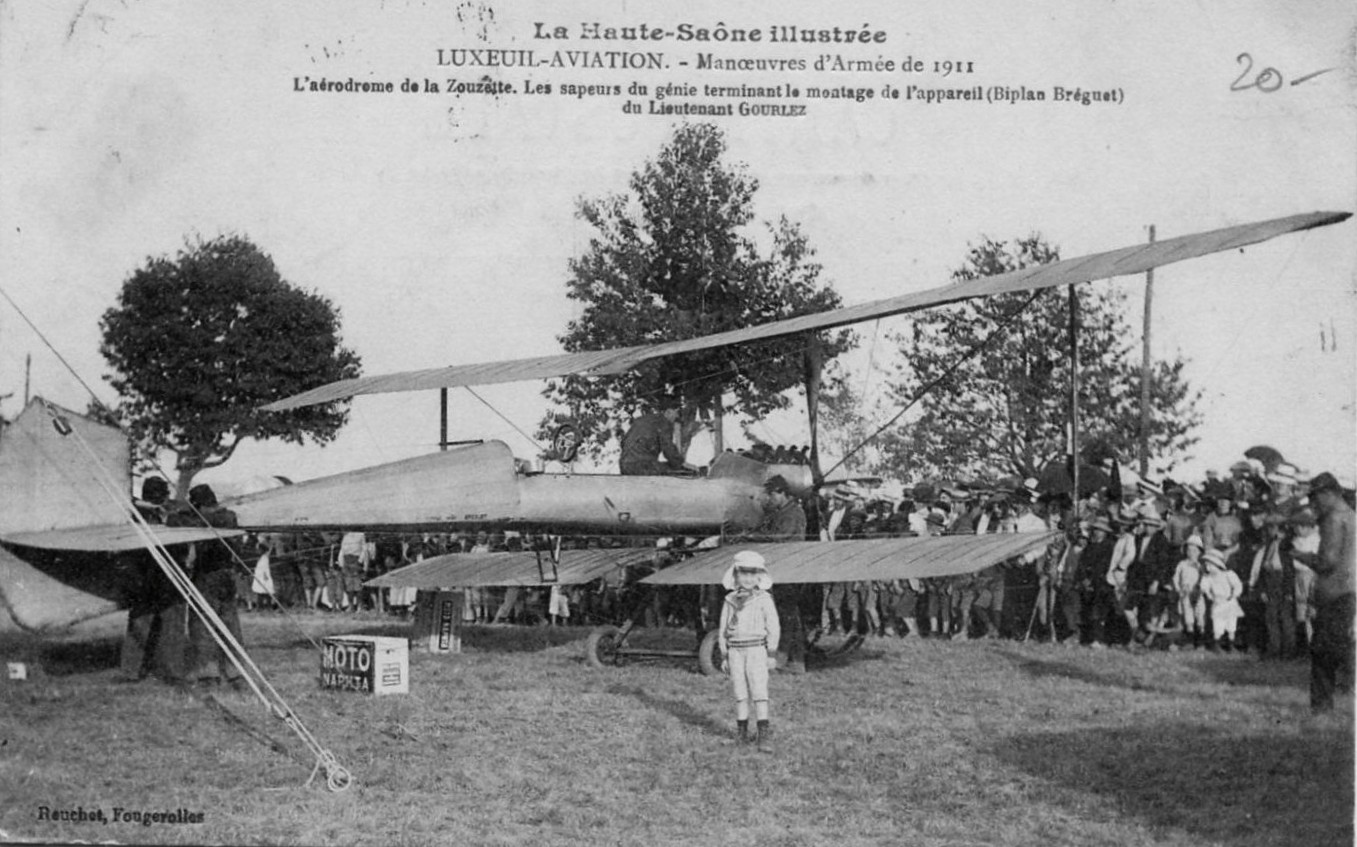
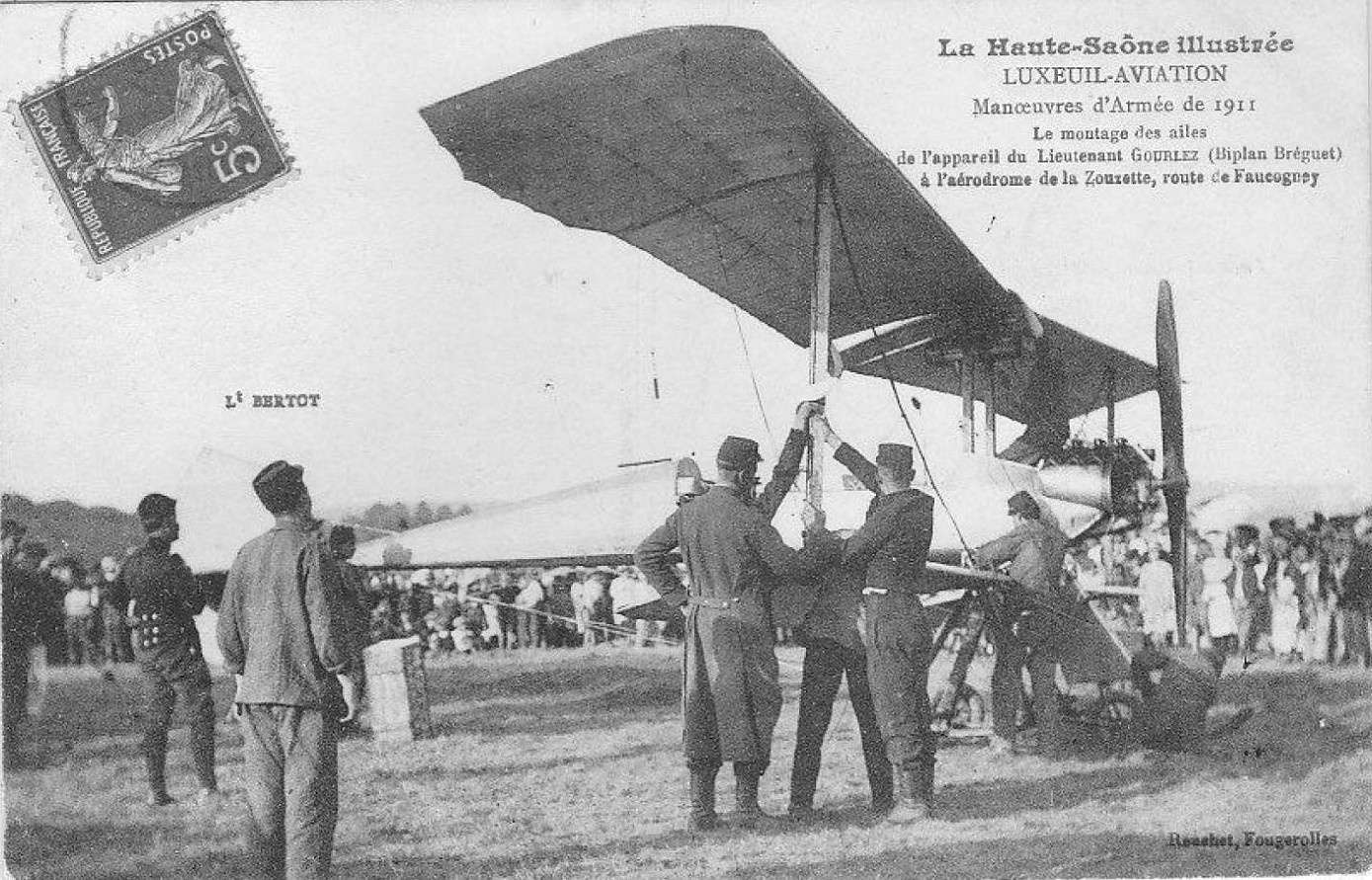

Lors de la Première Guerre mondiale, le 1er avril 1916 le terrain de Luxeuil voit l'installation des escadrilles MF29, MF123 et MF214 du Groupe de Bombardement 4 « Belfort ». Ils sont rejoints par des escadrilles britanniques et alliées. Le site étant stratégique pour surveiller la frontière vosgienne,.

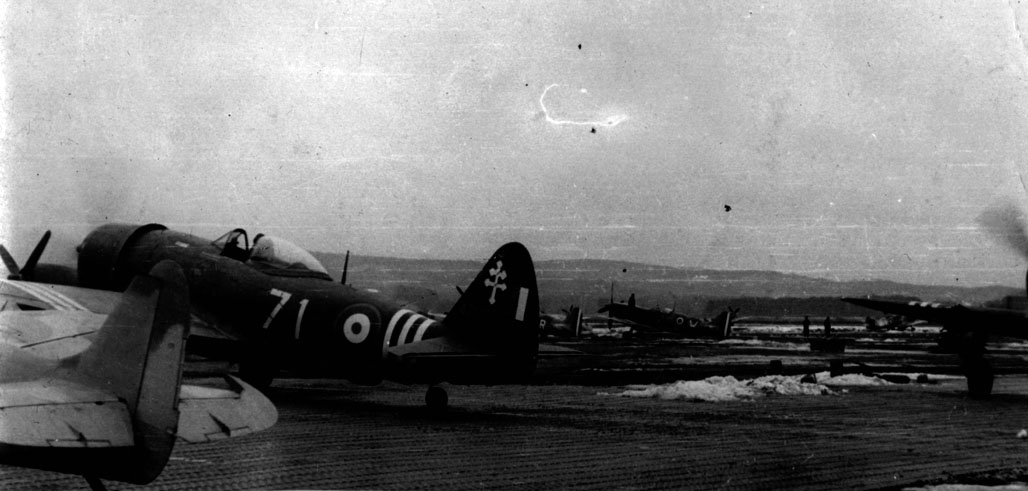
Le terrain de Luxeuil à fin de la guerre.

Lors de la Seconde Guerre mondiale, le 10 mai 1940, la base est bombardée par la Luftwaffe, des combats ont lieu entre les pilotes de la base et les pilotes allemands. Le site accueille une école de pilote de la Luftwaffe qui subit une centaine d'accidents, dont une soixantaine mortels.
Luxeuil-les-Bains est libérée de l'occupant allemand le 16 septembre 1944 par le 3e Bataillon du 143e Régiment d'Infanterie de la 36e Division d'Infanterie Américaine.
À la demande du  ministre des Affaires étrangères Robert Schuman, un congrès international de saint Colomban organisé à Luxeuil du 20 au 23 juillet 1950 à l'occasion du 14e centenaire de la naissance de Colomban, car il fut premier à parler de l’Europe comme d’une communauté de peuples — « nous sommes tous membres d’un seul corps » — et non comme d’un territoire, dans deux lettres adressées aux papes Grégoire le Grand et Boniface IV, ce qui lui vaut d’être appelé le « père de l’Europe ». Ces rencontres servent de paravent pour permettre aux dirigeants de huit états (France, Royaume-Uni, Italie, Irlande, Autriche, Luxembourg, Suisse, Vatican) de se réunir pour évoquer un projet européen. Survenus peu après la fondation du Conseil de l'Europe le 5 mai 1949 et la Déclaration du 9 mai 1950 de Robert Schuman, ces échanges préparent le traité de Paris fondant la CECA en 1951.

Le blason de la BA 116.

C’est en 1950, sous l’impulsion du ministre de l’Air, André Maroselli, qui est également maire de Luxeuil-les-Bains, qu’un vaste programme d’infrastructure est lancé pour installer sur le site de l'aérodrome une grande base aérienne moderne aux normes OTAN,,.

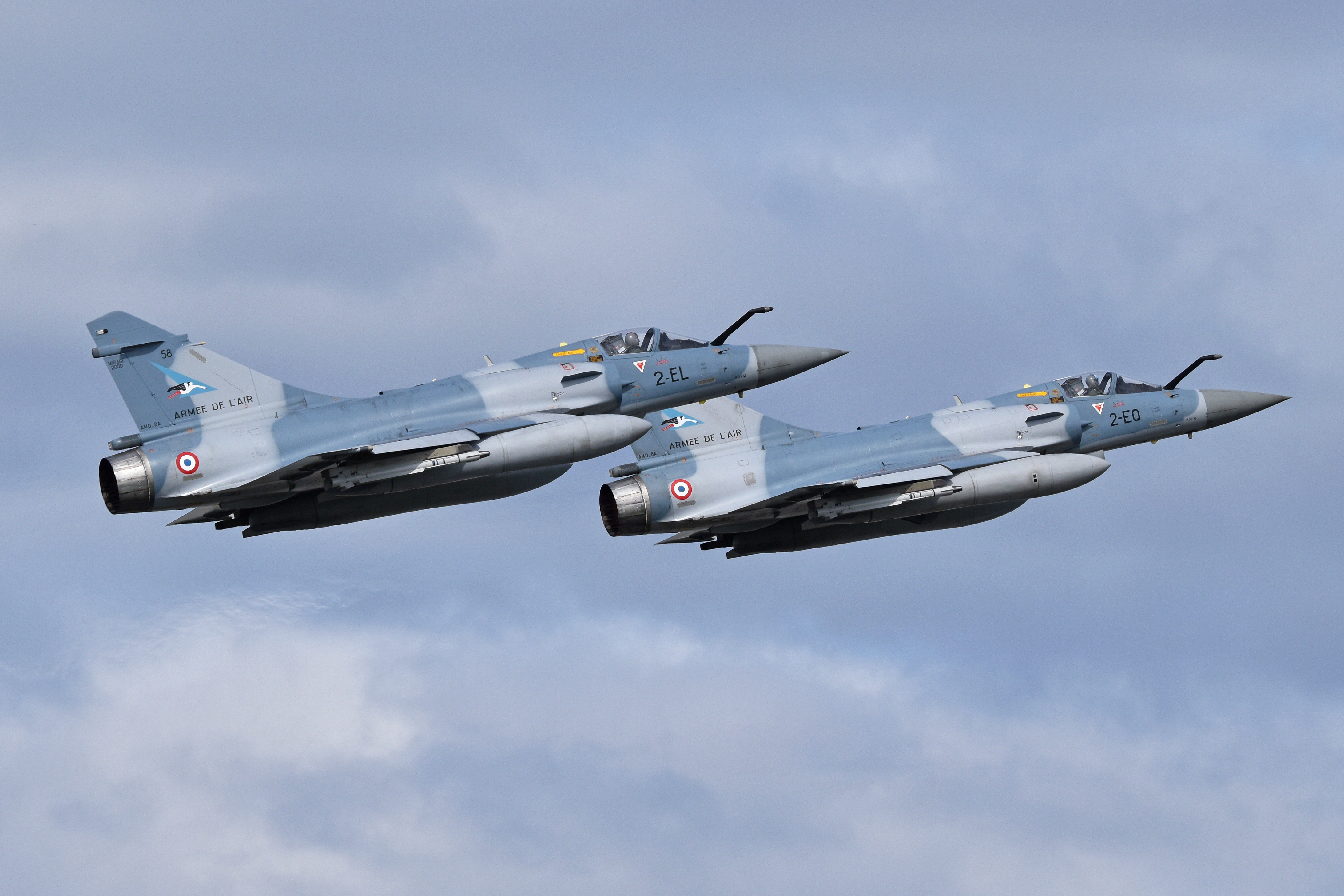
Deux Mirages 2000-5F de Luxeuil au Arctic Challenge Exercise de 2019.

Après avoir accueilli l'arme nucléaire de 1966 à 2011 (abandonnée après la fin de la guerre froide), celle-ci doit faire son retour à l'horizon 2032 sous la forme de missiles hypersoniques, portés par deux escadrons de Rafale. De lourds travaux de modernisation sont programmés alors que la base aurait pu fermer au milieu des années 2000. Ce retour s'inscrit dans un besoin de défense des pays européens dans le cadre de la Guerre russo-ukrainienne et de la prise de distance des États-Unis. Par ailleurs, en février 2025, des Mirage 2000-5F de la base de Luxeuil sont livrés à l'Ukraine pour la soutenir dans le cadre de la Guerre russo-ukrainienne,.

## Politique et administration

Carte départementale représentant en rouge la communauté de communes du Pays de Luxeuil.

### Rattachements administratifs et électoraux
La commune fait partie de l'arrondissement de Lure du département de la Haute-Saône, en région Bourgogne-Franche-Comté. Pour l'élection des députés, elle dépend de la deuxième circonscription de la Haute-Saône.
Elle était depuis 1793 le chef-lieu du canton de Luxeuil-les-Bains. Celui-ci a été scindé en 1985 afin de permettre la création du canton de Saint-Sauveur, et celui de Luxeuil ne compte alors plus que deux communes, Luxeuil et Saint-Valbert. Dans le cadre du redécoupage cantonal de 2014 en France, ce canton, dont la commune est désormais le bureau centralisateur, s'accroît et passe de 2 à 12 communes.
La commune se trouve dans le ressort du tribunal de proximité et du conseil de prud'hommes de Lure, des tribunaux judiciaire,  de commerce et de la cour d'assises de Vesoul, du tribunal paritaire des baux ruraux de Lure, du tribunal des affaires de Sécurité sociale du Territoire de Belfort et de la cour d'appel de Besançon.
Dans l'ordre administratif, elle relève du tribunal administratif de Besançon et de la cour administrative d'appel de Nancy.

### Intercommunalité
La commune est le siège de la communauté de communes du Pays de Luxeuil créée le 15 novembre 2001

### Tendances politiques et résultats
Au référendum sur le traité constitutionnel pour l'Europe du 29 mai 2005, le pourcentage d’habitants qui ont voté contre la constitution européenne est de 55,53 %, soit un résultat proche de la moyenne nationale (54,67 %).
À l'élection présidentielle française de 2007, Nicolas Sarkozy (UMP) reçoit avec 34,84 % au premier tour et 55,31 % au second tour face à Ségolène Royal (PS). À l'élection présidentielle française de 2012, c'est François Hollande (PS) qui arrive en tête avec 30,17 % des suffrages exprimés, suivie de Nicolas Sarkozy qui totalise 29,40 %. Au second tour, Nicolas Sarkozy obtient 51,43 % des suffrages exprimés.
Lors de l'élection présidentielle française de 2017, le premier tour donne un score serré entre Marine Le Pen (FN) avec 23,38 %, François Fillon (LR) avec 22,34 % et Emmanuel Macron (EM), 22,04 %. Au second tour, ce dernier récolte 60,12 % des votes contre 39,88 % pour Marine Le Pen.

### Administration municipale

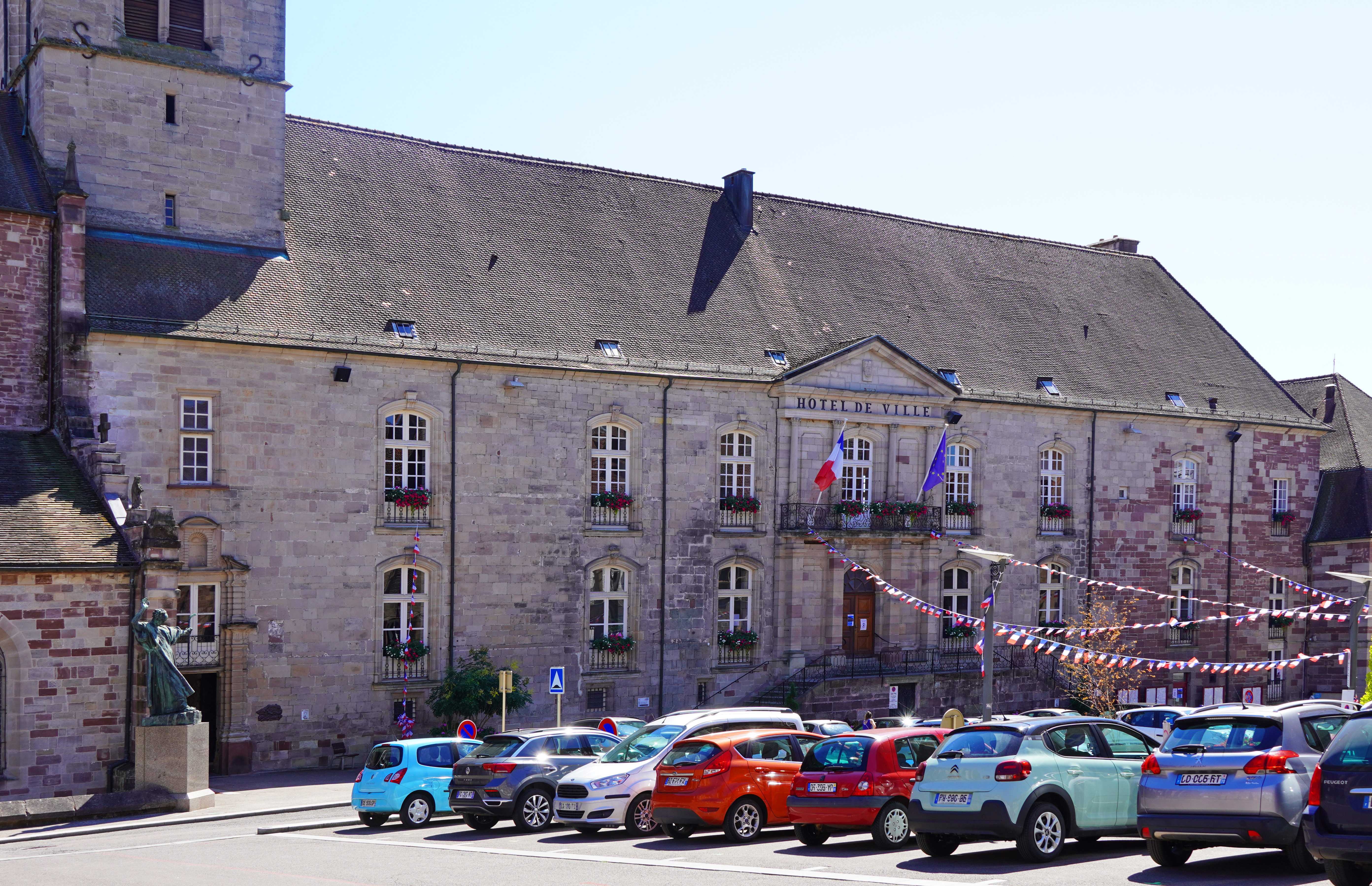
La mairie.

Le nombre d'habitants au dernier recensement étant compris entre 5 000 et 9 999, le nombre de membres du conseil municipal est de 29.

### Liste des maires
| Période                                  | Période                   | Identité                             | Étiquette   | Qualité |
| ---------------------------------------- | ------------------------- | ------------------------------------ | ----------- | --- |
| Les données manquantes sont à compléter. |                           |                                      |             | |
| janvier 1789                             | février 1790              | Pierre Benoît Desgranges             |             | Notaire royal, papetier à Saint-Bresson |
| décembre 1792                            | novembre 1794             | Claude Joseph Desgranges             |             | Avocat en parlement, négociant, papetier à Arches |
| avril 1800                               | avril 1800                | Claude Joseph Desgranges             |             | Avocat en parlement, négociant, papetier à Arches |
|                                          |                           | M. Vergain                           |             | Manufacturier (filateur de coton), Conseiller général de Luxeuil (1848 → 1863) |
| Les données manquantes sont à compléter. |                           |                                      |             | |
| février 1831                             | décembre 1848             | François Grégoire Léopold Desgranges |             | Négociant et papetier |
| Les données manquantes sont à compléter. |                           |                                      |             | |
| janvier 1875                             | janvier 1878              | Charles Antoine de Perpigna          |             | Ancien commandant du Corps franc des Vosges |
| maire en 1880                            |                           | Constant-Victor Grisey               | ?           | Suppléant du juge de paix du Luxeuil |
| mai 1884                                 | mai 1888                  | Charles Antoine de Perpigna          |             | Ancien du Corps franc des Vosges[Quoi ?] |
| Les données manquantes sont à compléter. |                           |                                      |             | |
| 1892                                     | 1924                      | Victor Genoux-Prachée                | Rad.        | Pharmacien Député de la Haute-Saône (1894 → 1898) Sénateur de la Haute-Saône (1904 → 1920) Conseiller général de Luxeuil (1893 → 1901 et 1910 → 1924) Décédé en fonctions |
| 1924                                     | 1929                      | Arthur Grille                        | Rad.        | Hôtelier Conseiller général de Luxeuil (1925 → 1931) |
| mars 1929                                | octobre 1942              | André Maroselli,                     | Rad.        | Administrateur de sociétés Sénateur de la Haute-Saône (1936 → 1944, 1952 → 1956 et 1959 → 1968) Conseiller général de Luxeuil (1931 → 1940 et 1945 → 1970) Révoqué par le Gouvernement de Vichy                                                                                                   |
| Les données manquantes sont à compléter. |                           |                                      |             | |
| 1945                                     | avril 1970                | André Maroselli,                     | Rad.        | Résistant, administrateur de sociétés Ministre (1947 → 48, 1949 → 51, 1956 → 57 et 1958) Sénateur de la Haute-Saône (1936 → 1944, 1952 → 1956 et 1959 → 1968) Député de la Haute-Saône (1945 → 1951 et 1956 → 1958) Conseiller général de Luxeuil (1931 → 1940 et 1945 → 1970) Décédé en fonction |
| mars 1970,                               | 1989                      | Jacques Maroselli                    | MRG         | Ancien préfet, fils du précédent Député de la Haute-Saône (1967 → 1968) Conseiller général de Luxeuil (1973 → 1979) |
| mars 1989                                | juin 1995                 | Bernard Hagemann                     | UDF-FD      | Médecin généraliste Conseiller général de Luxeuil (1992 → 1998) |
| juin 1995                                | 2008                      | Michel Gabillot                      | DVG         | Vétérinaire Exploitant agricole Conseiller général de Luxeuil (1998 → 2011) Président de la CC Pays de Luxeuil ( ? → 2008) |
| mars 2008                                | 29 décembre 2015          | Michel Raison                        | UMP puis LR | Agriculteur Sénateur de la Haute-Saône (2014 → ) Député de la Haute-Saône (3e circ.) (2002 → 2012) Conseiller régional de Franche-Comté (1998 → 2008) Maire-adjoint de Saponcourt (2001 → 2005) Démissionnaire pour cumul de mandat                                                               |
| janvier 2016,                            | En cours (au 26 mai 2020) | Frédéric Burghard                    | LR puis DVD | Infirmier libéral Conseiller général puis départemental de Luxeuil (2011 → ) Vice-président de la CC Pays de Luxeuil (2014 → ) Réélu pour le mandat 2020-2026 |

### Finances locales
En 2015, les finances communales de la commune était constituées ainsi :
- total des produits de fonctionnement : 8 948 000 €, soit 1 207 € par habitant ;
- total des charges : 7 707 000 €, soit 1 040 € par habitant ;
- total des ressources d’investissement : 5 415 000 €, soit 731 € par habitant ;
- total des emplois d’investissement : 4 770 000 €, soit 644 € par habitant ;
- endettement : 10 897 000 €, soit 1 470 € par habitant.

Avec les taux de fiscalité suivants :
- taxe d'habitation : 13,50 % ;
- taxe foncière sur le bâti : 23,47 % ;
- taxe foncière sur les propriétés non bâties : 88,14 % ;
- taxe additionnelle à la taxe foncière sur les propriétés non bâties : 0,00 % ;
- cotisation foncière des entreprises : 0,00 %.

### Jumelages
- Hammam Lif (Tunisie) depuis 1961 ;
- Bad Wurzach (Allemagne) depuis 1988 ;
- Salsomaggiore Terme (Italie) depuis 1961.

En 2009, la ville de Wallingford, Angleterre (Royaume-Uni) tenterait de briser son jumelage avec Luxeuil-les-Bains, les liens étant trop distendus selon le maire anglais. La demande de "divorce" a été faite auprès du Conseil des communes et régions d'Europe, responsable des jumelages,.

## Population et société

### Démographie
En 1614, on comptait 216 feux et 350 en 1718.[réf. nécessaire]
En 1896, la ville ne comptait que 4 959 habitants.
On voit ensuite la nette progression due à ses services publics et aux thermes.
Durant la Première Guerre mondiale, la commune compte 219 morts.[réf. nécessaire]
L'évolution du nombre d'habitants est connue à travers les recensements de la population effectués dans la commune depuis 1793. Pour les communes de moins de 10 000 habitants, une enquête de recensement portant sur toute la population est réalisée tous les cinq ans, les populations de référence des années intermédiaires étant quant à elles estimées par interpolation ou extrapolation. Pour la commune, le premier recensement exhaustif entrant dans le cadre du nouveau dispositif a été réalisé en 2006.

En 2022, la commune comptait 6 674 habitants, en évolution de −0,77 % par rapport à 2016 (Haute-Saône : −1,4 %, France hors Mayotte : +2,11 %).
| 1793  | 1800  | 1806  | 1821  | 1831  | 1836  | 1841  | 1846  | 1851  |
| ----- | ----- | ----- | ----- | ----- | ----- | ----- | ----- | ----- |
| 3 007 | 3 080 | 3 040 | 3 340 | 3 582 | 3 628 | 4 036 | 3 647 | 4 085 |

| 1856  | 1861  | 1866  | 1872  | 1876  | 1881  | 1886  | 1891  | 1896  |
| ----- | ----- | ----- | ----- | ----- | ----- | ----- | ----- | ----- |
| 3 706 | 3 855 | 3 959 | 3 908 | 4 162 | 4 376 | 4 907 | 4 811 | 4 959 |

| 1901  | 1906  | 1911  | 1921  | 1926  | 1931  | 1936  | 1946  | 1954  |
| ----- | ----- | ----- | ----- | ----- | ----- | ----- | ----- | ----- |
| 5 254 | 5 474 | 5 518 | 5 372 | 5 488 | 5 695 | 5 691 | 5 724 | 6 691 |

| 1962  | 1968  | 1975   | 1982  | 1990  | 1999  | 2006  | 2011  | 2016  |
| ----- | ----- | ------ | ----- | ----- | ----- | ----- | ----- | ----- |
| 8 161 | 9 216 | 10 105 | 9 951 | 8 790 | 8 414 | 7 575 | 7 126 | 6 726 |

| 2021  | 2022  | - | - | - | - | - | - | - |
| ----- | ----- | - | - | - | - | - | - | - |
| 6 659 | 6 674 | - | - | - | - | - | - | - |

### Enseignement

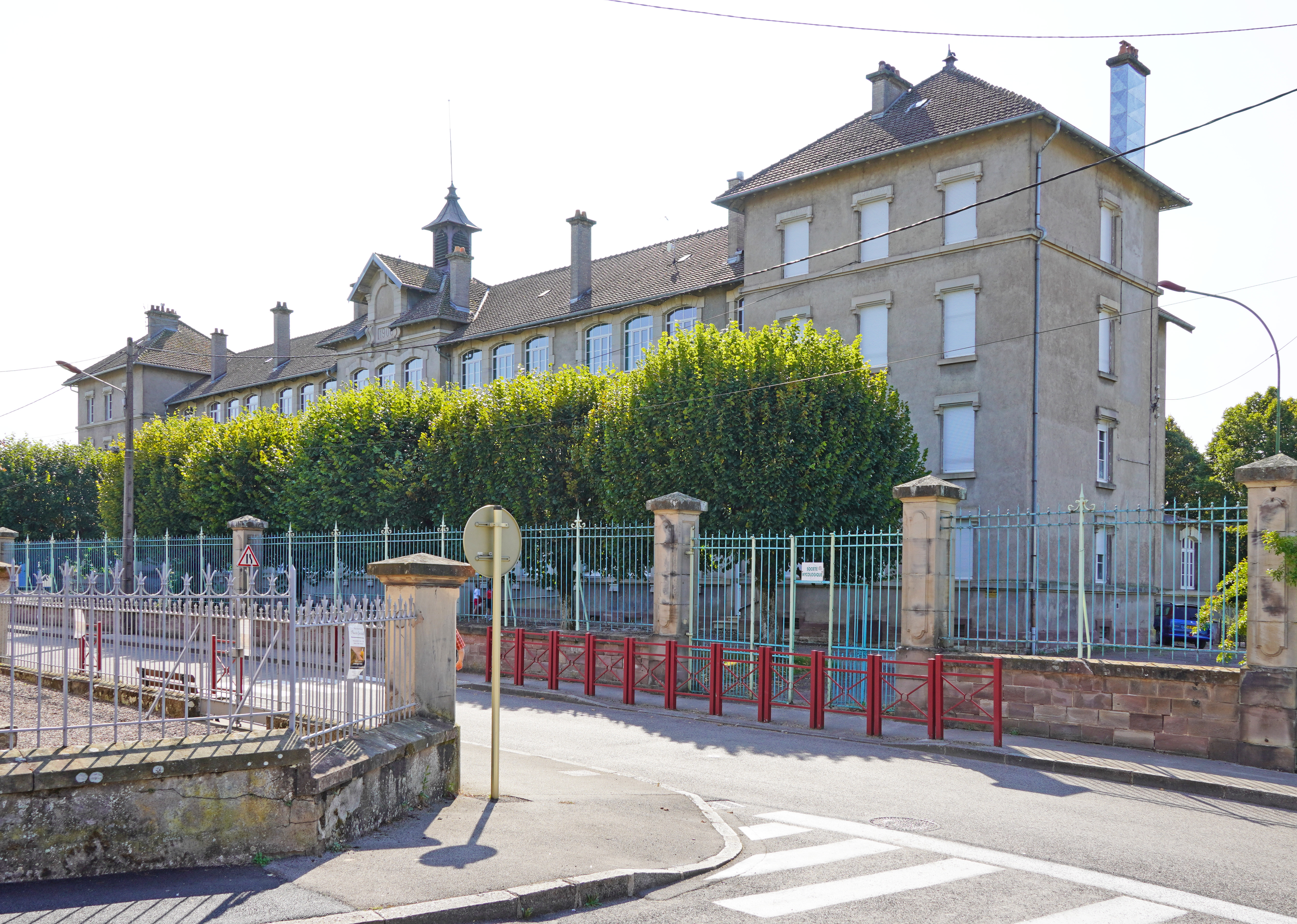
École primaire du Boulevard Richet.

Luxeuil dispose de tous les établissements du système scolaire.

### Santé
Un hôpital est fondé par Ferdinand de Grammont à Luxeuil-les-Bains en 1882. Il traite des urgences de la ville et de ses alentours, ne comporte plus de service de chirurgie. Ses activités sont partagées avec l'hôpital de Vesoul dans le cadre du Groupe hospitalier de la Haute-Saône.

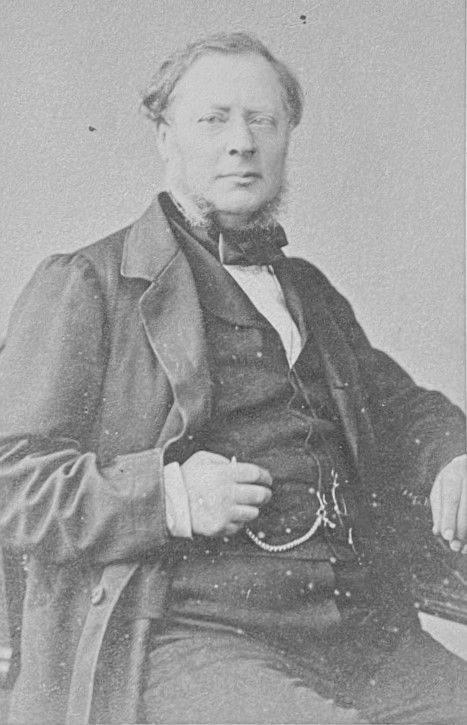
Ferdinand de Grammont.
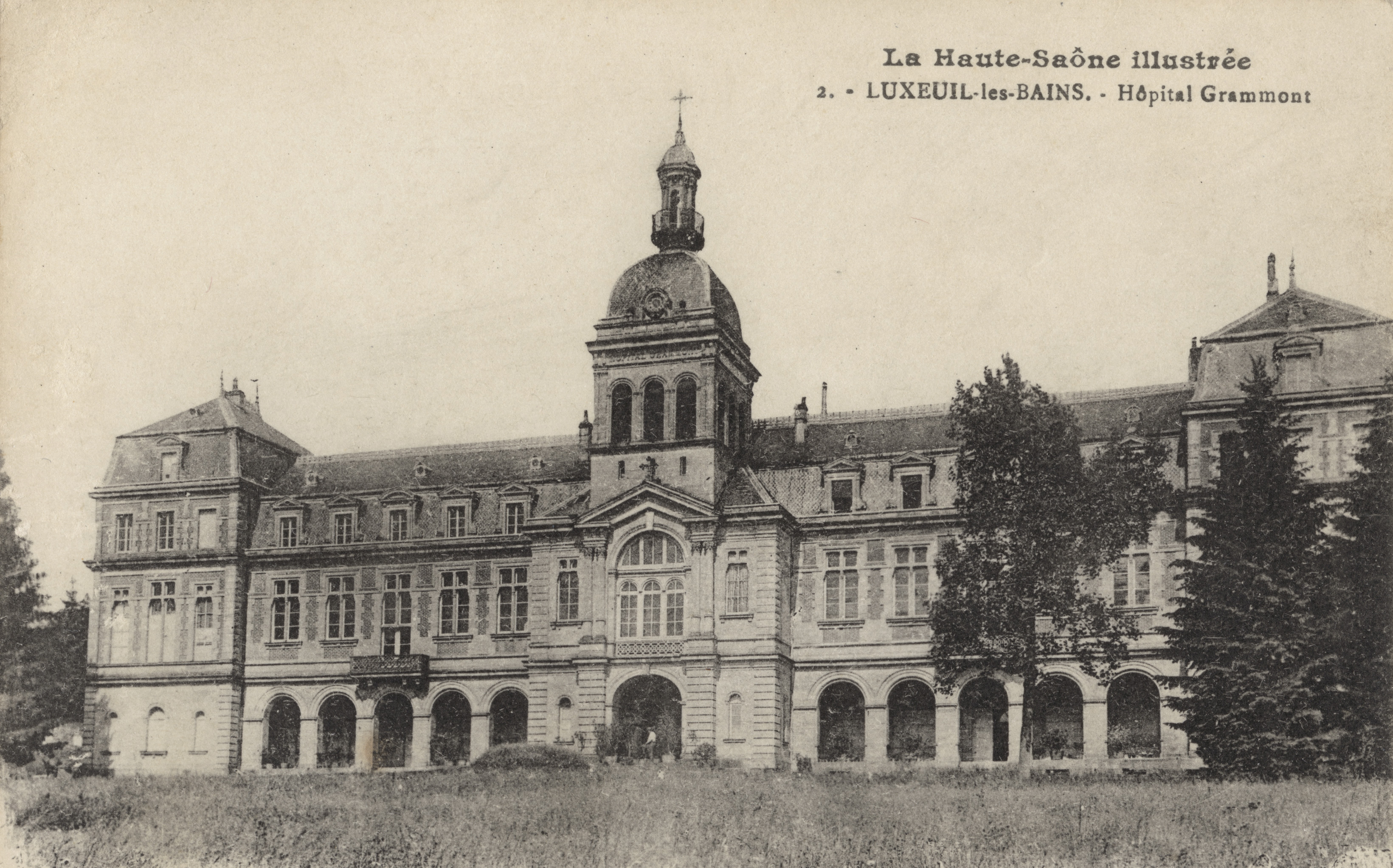
L'hôpital au début du XXe siècle.
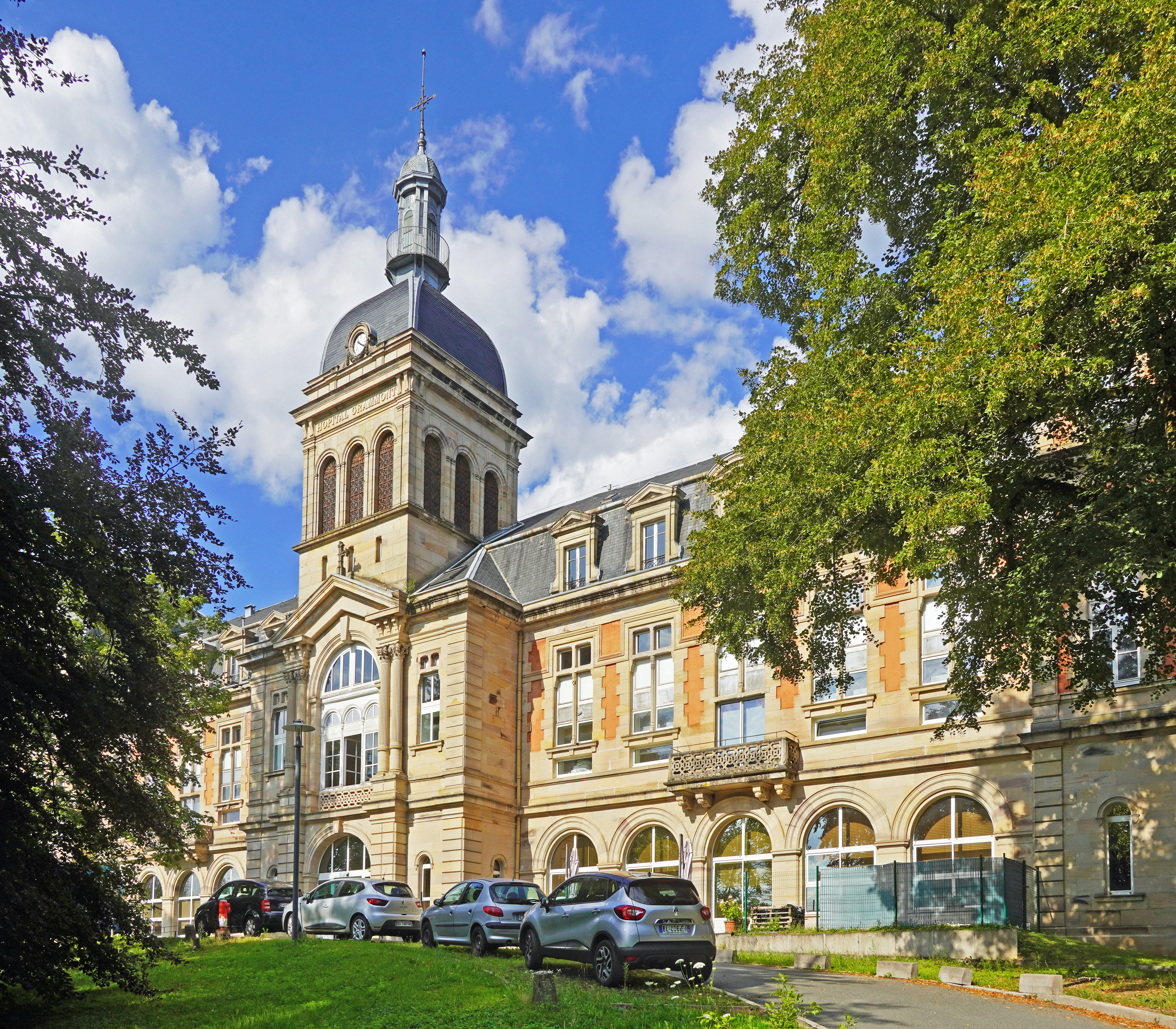
En 2023.
Carte de l'hôpital et de ses évolutions.

### Sports

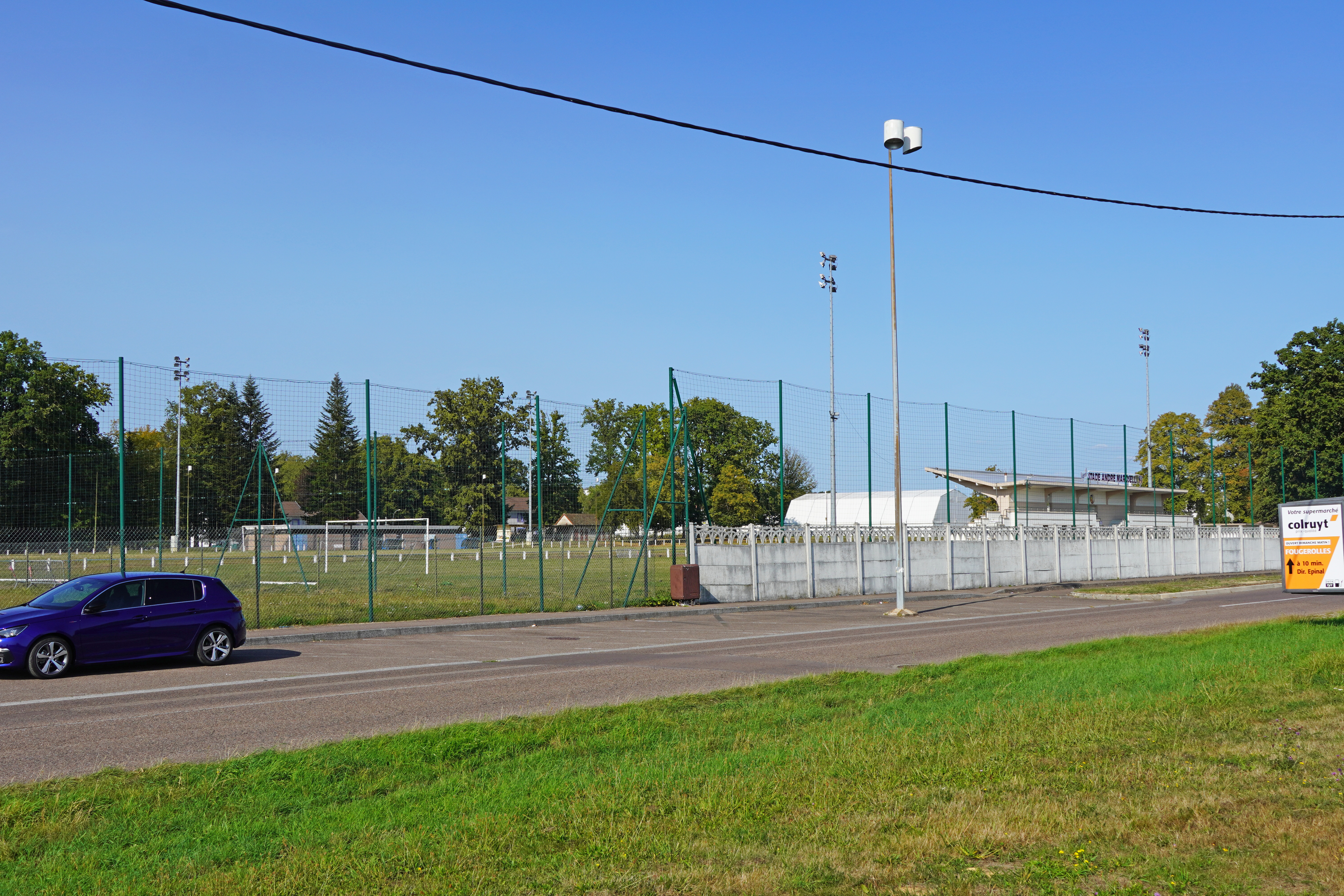
Le stade de foot.

Luxeuil-les-Bains dispose d'une diversité sportive élevée. Grâce à sa cité thermale, la ville a pu accueillir de nombreuses équipes de haut niveau et des clubs internationaux séjournant aux thermes.
Parmi les principaux équipements sportifs, on peut citer le palais des sports doté de tribunes de 500 places, le stade André Maroselli équipé pour la pratique du football et de l'athlétisme, la halle des sports Beauregard, le complexe sportif intercommunal Les Merises et la piscine intercommunale des 7 Chevaux.

### Médias
La presse écrite est représentée par le quotidien régional L'Est républicain ainsi que par le journal hebdomadaire Les Affiches de la Haute-Saône. La ville est couverte par les programmes de France 3 Franche-Comté.

## Économie

### Revenus de la population et fiscalité
En 2016, 39 % des foyers fiscaux de Luxeuil-les-Bains étaient imposables.
La même année, le revenu fiscal médian par ménage était de 17 067 € en dessous de la moyenne départementale de 19 747 €.

### Emploi

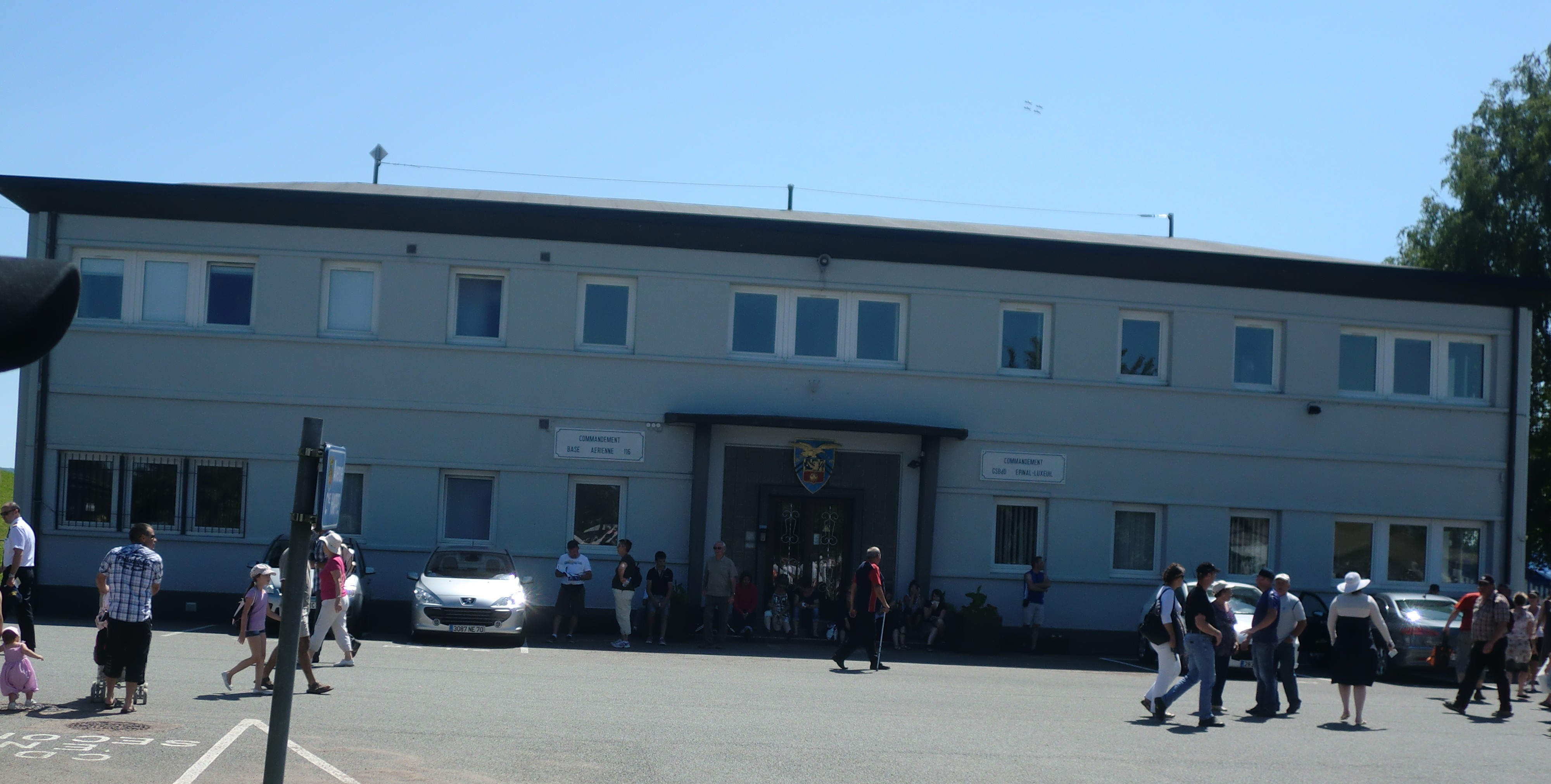
Le bâtiment du commandement de la BA 116 en 2011.

La population travaille à la fois dans les environs de Luxeuil notamment dans la base aérienne 116 Luxeuil-Saint Sauveur qui abrite l'Escadron de chasse 1/2 Cigognes et qui constitue le second employeur en termes d'effectifs du département. D'autres habitants travaillent dans le secteur de Vesoul, Lure et de l'agglomération d'Héricourt-Belfort-Montbéliard concentre beaucoup d'emplois (environ 10 % de la population travaille dans ces deux dernières villes en 2004.
En 2016, la population âgée de 15 à 64 ans s'élevait à 4 010 personnes, parmi lesquelles on comptait 69,6 % d'actifs dont 55,1 % ayant un emploi et 14,5 % de chômeurs.
On comptait 4 000 emplois dans la zone d'emploi, contre 4 546 en 2011. Le nombre d'actifs ayant un emploi résidant dans la zone d'emploi étant de 2 255, l'indicateur de concentration d'emploi est de 177,4.
Le taux d'activité parmi les 15 ans ou plus a atteint 50,2 % en 2016.

### Entreprises et secteurs d'activité
Au 31 décembre 2015, la commune de Luxeuil-les-Bains comptait 805 établissements dont 11 dans l'agriculture, 53 dans l'industrie, 40 dans la construction, 570 dans le commerce-transports-services divers et 131 relatifs au secteur administratif. En 2018, 55 entreprises ont été créées à Luxeuil, dont 37 sous le régime auto-entrepreneur.
L'agriculture locale est orientée vers l'élevage bovin pour la production de lait de vache et de viande.
Les Sablières Ferrat-Cholley exploitent des alluvions dans des gravières sur le territoire communal,.

## Culture et patrimoine

Localisation des monuments historiques et des édifices remarquables dans le centre-ville :

### Patrimoine architectural

#### Hôtel particuliers

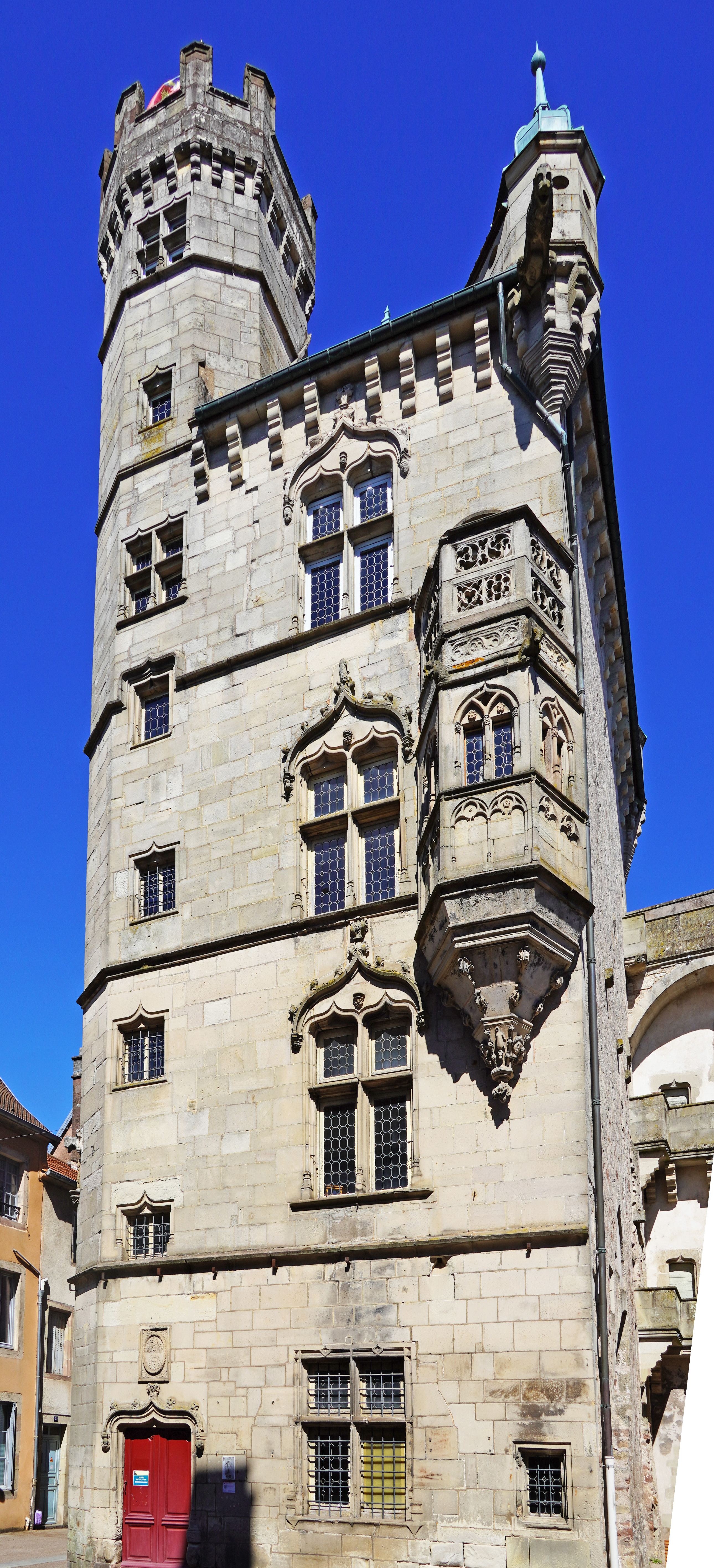
Tour des échevins (XVe siècle).

De multiples hôtels particuliers remarquables, constituant le patrimoine civil, subsistent à Luxeuil. La plupart des édifices civils datent de la période médiévale (XVe siècle) comme la tour des échevins, la maison du cardinal Jouffroy et la maison espagnole. La façade et la toiture sur la place de la maison espagnole révèle une inscription aux monuments historiques depuis le 19 novembre 1976. La maison à l'oriflamme est inscrite monument historique depuis le 27 novembre 1971.
L'hôtel Thiebaut de Montureux a été construit au milieu du XVIe siècle. L'un des principaux édifices de la Renaissance qui a été conservées est la maison de François Ier (Luxeuil). La place de la Baille, dont la caractéristique remarquable est de faire se jouxter trois façades, respectivement des XVe siècle, XVIe et XVIIe siècles, compte quelques hôtels particuliers inscrit monument historique comme l'hôtel Bretons-d'Amblans (XVIIe siècle), l'hôtel Thiadot (XVe siècle) et l'hôtel Pusel qui est inscrit monument historique par arrêté du 6 novembre 1997.

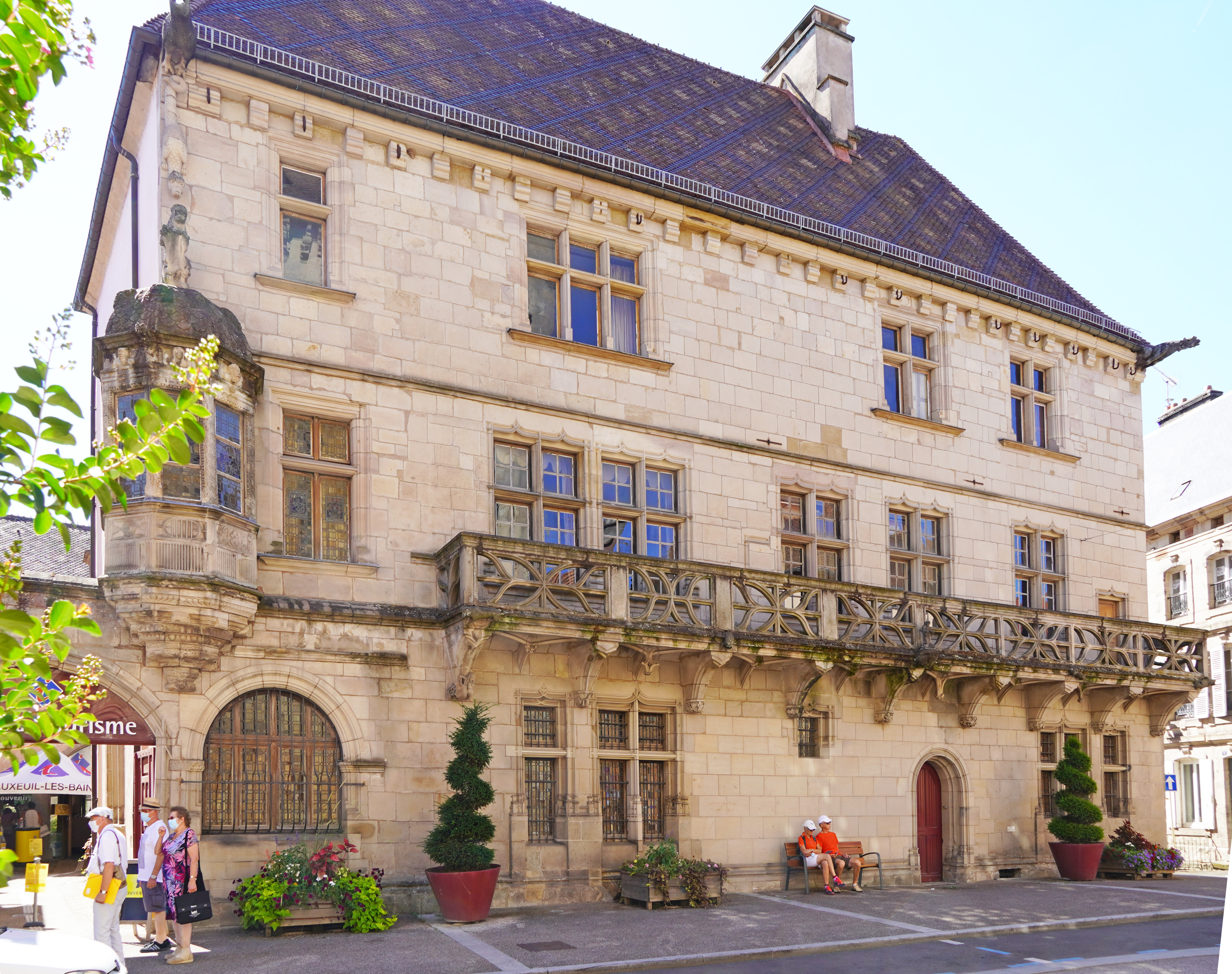
Maison du cardinal Jouffroy (XVe siècle).
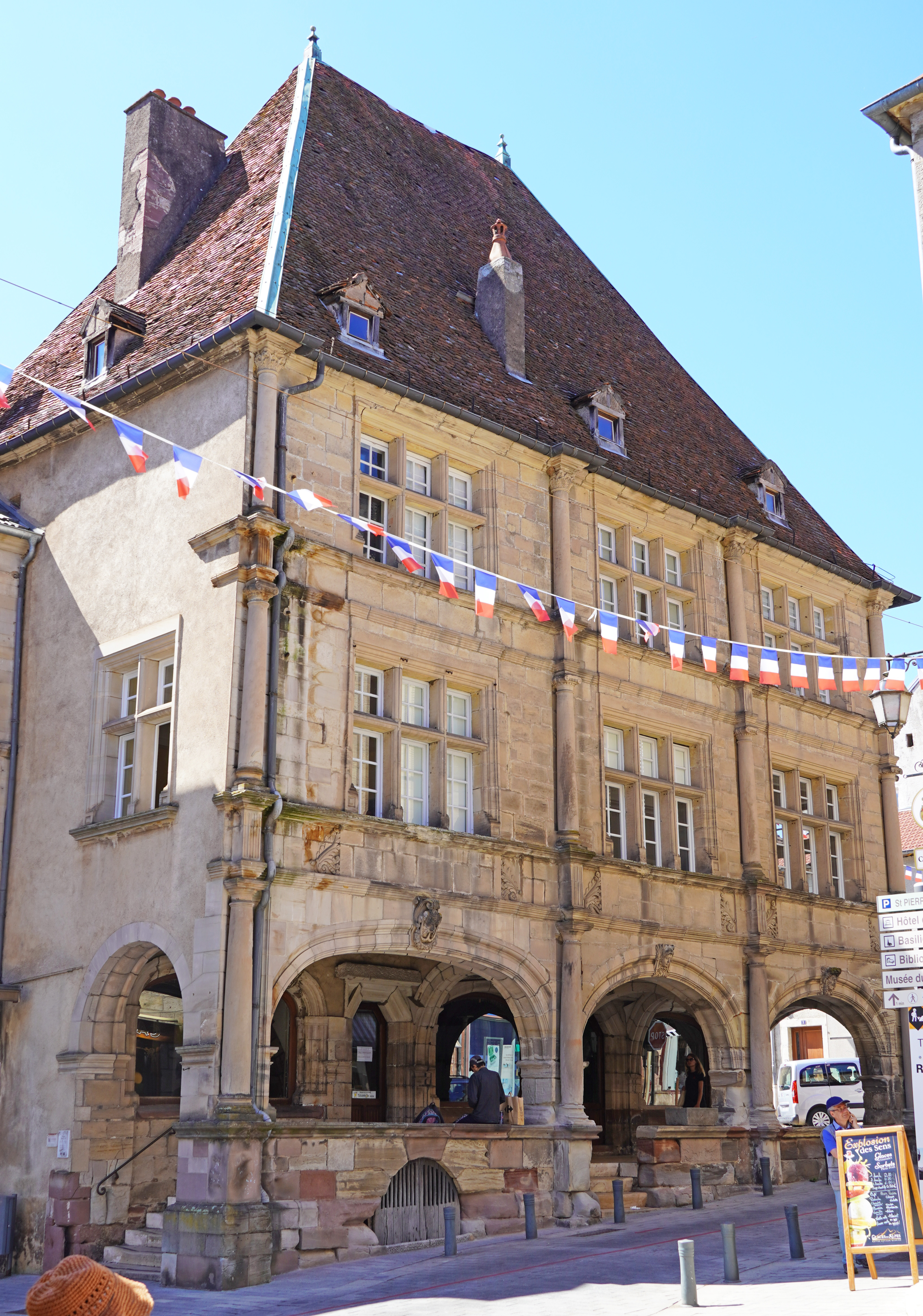
Maison de François Ier (XVIe siècle).
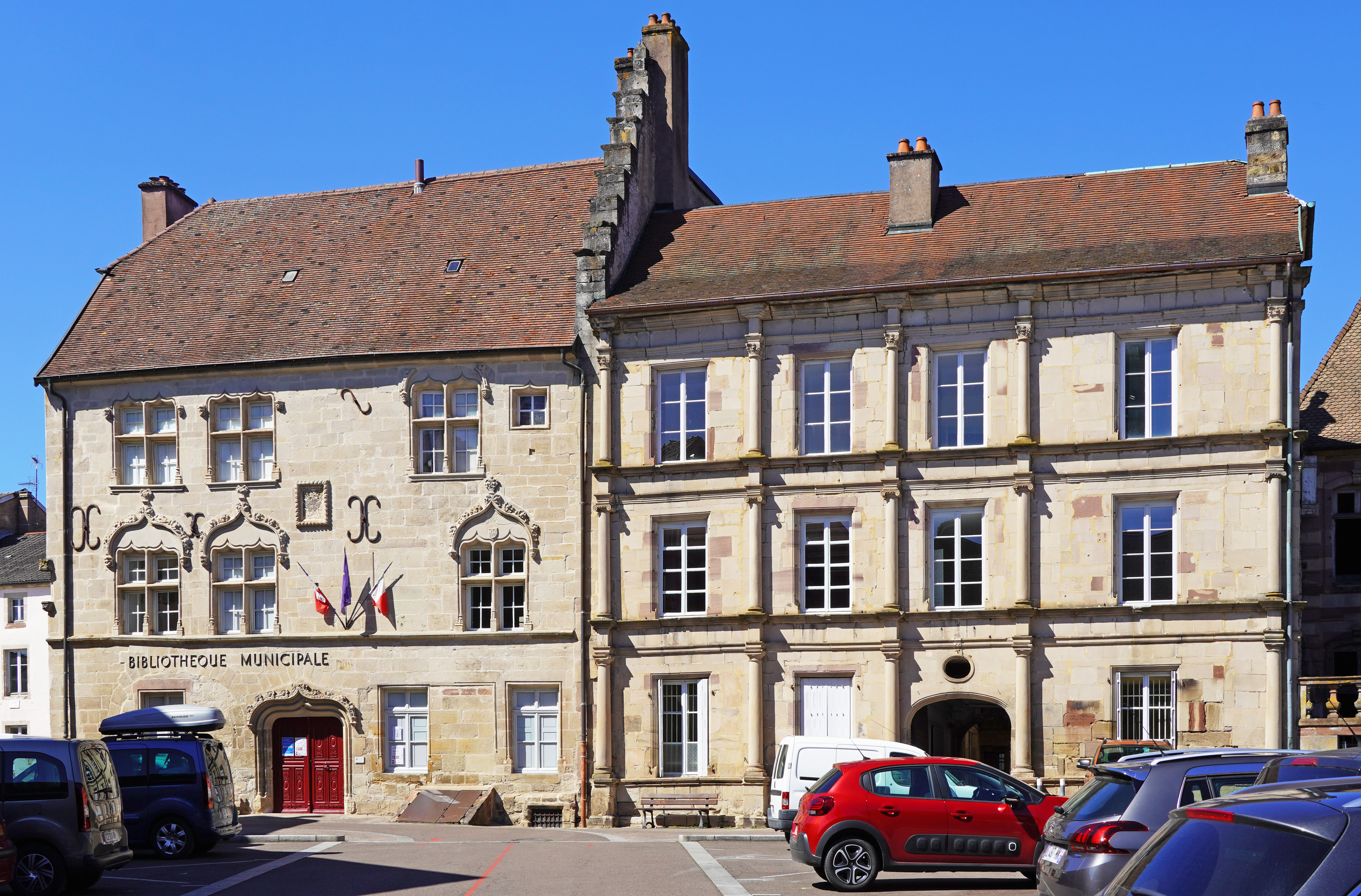
Maison du Bailli (XVe siècle) et hôtel Pusel (XVIe siècle).
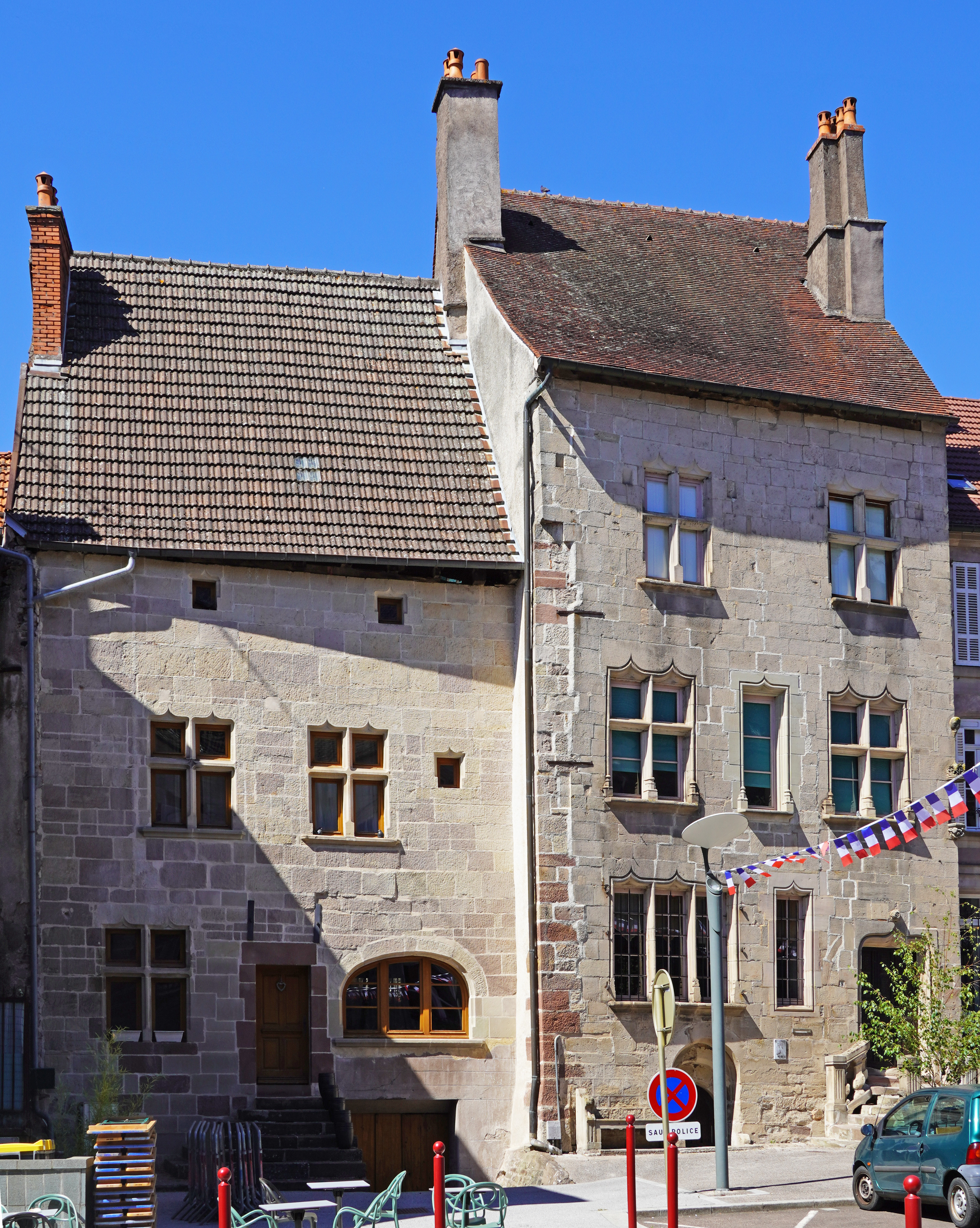
Maison espagnole (XVe siècle).
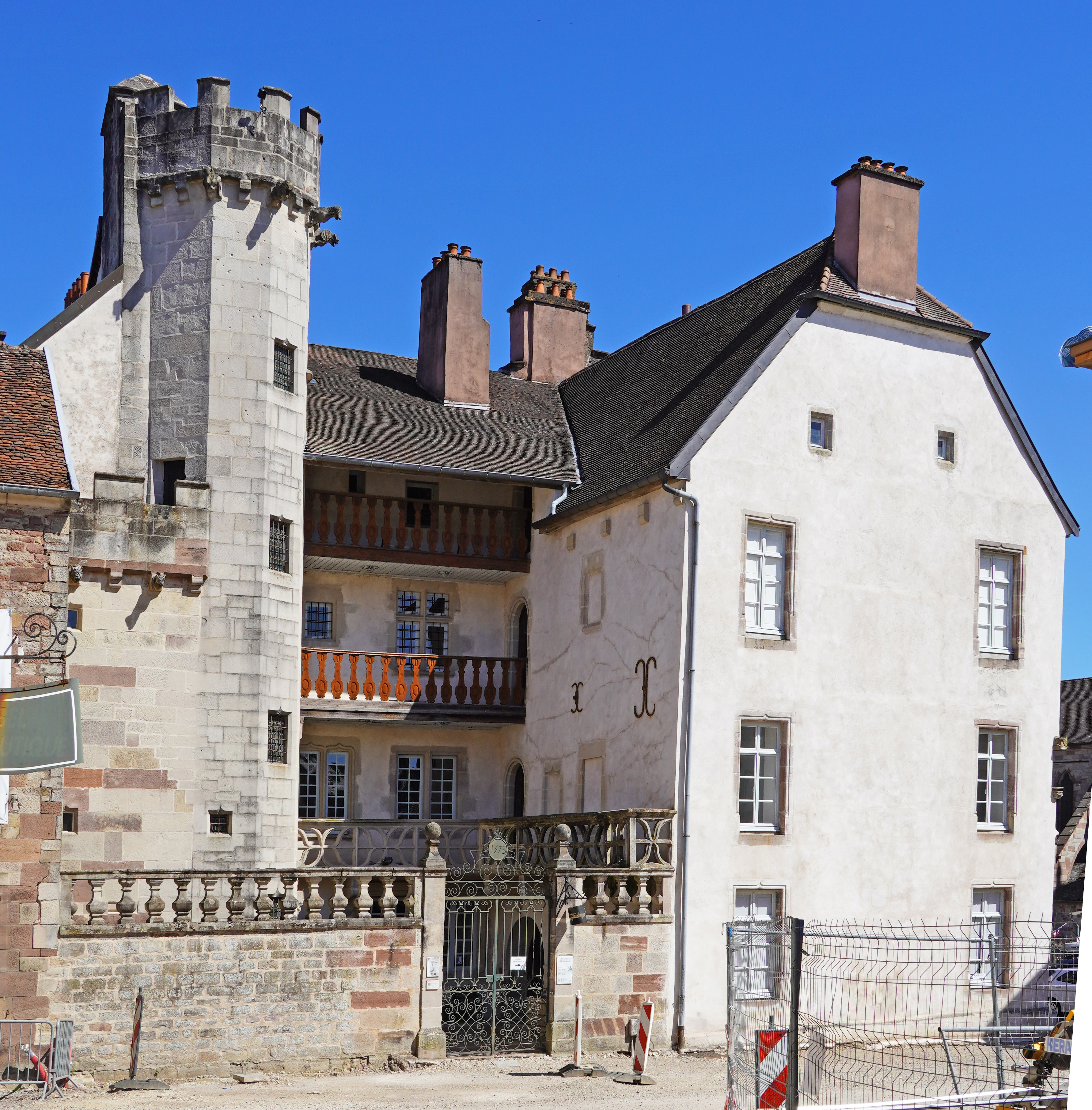
Maison du Bailli (Hôtel Thiadot) (XVe siècle).

#### Édifices religieux
La ville comporte de nombreux édifices religieux caractéristiques des différentes périodes historiques. Parmi les principaux édifices, on peut citer l'église Saint-Martin de Luxeuil-les-Bains, la basilique Saint-Pierre (ancienne abbatiale de la période médiévale) et le monastère de Luxeuil (période classique).

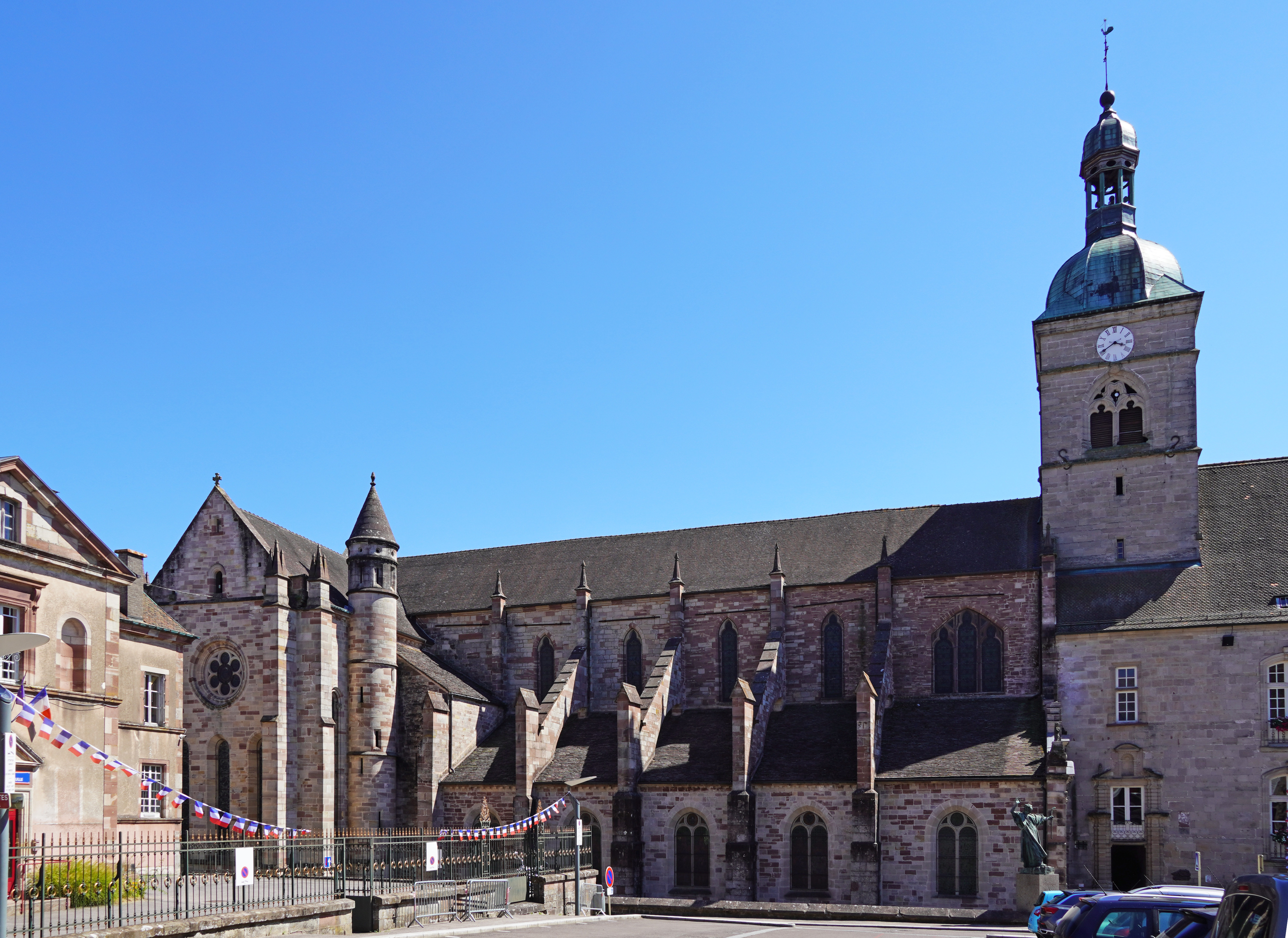
La basilique Saint-Pierre.
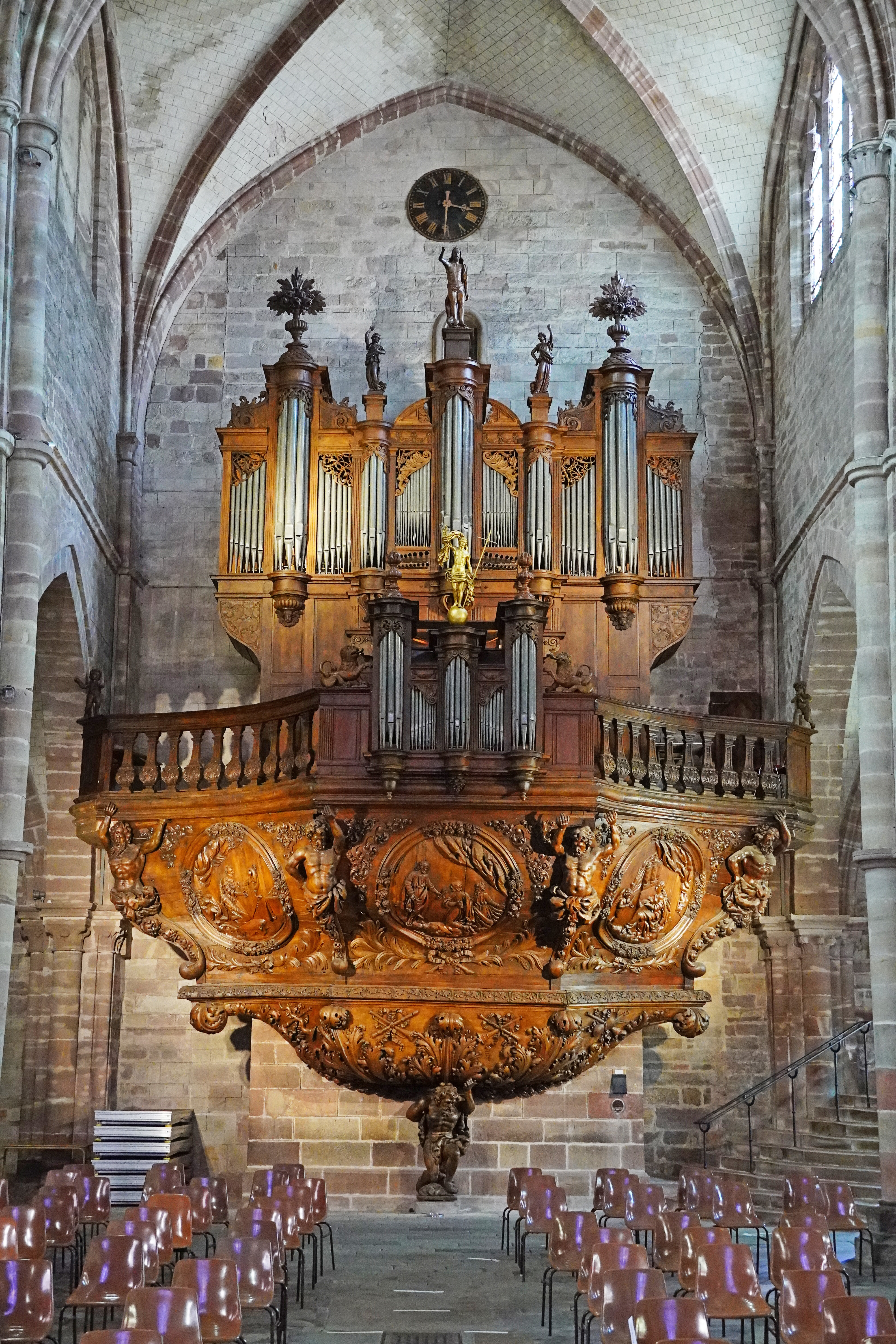
Orgues.
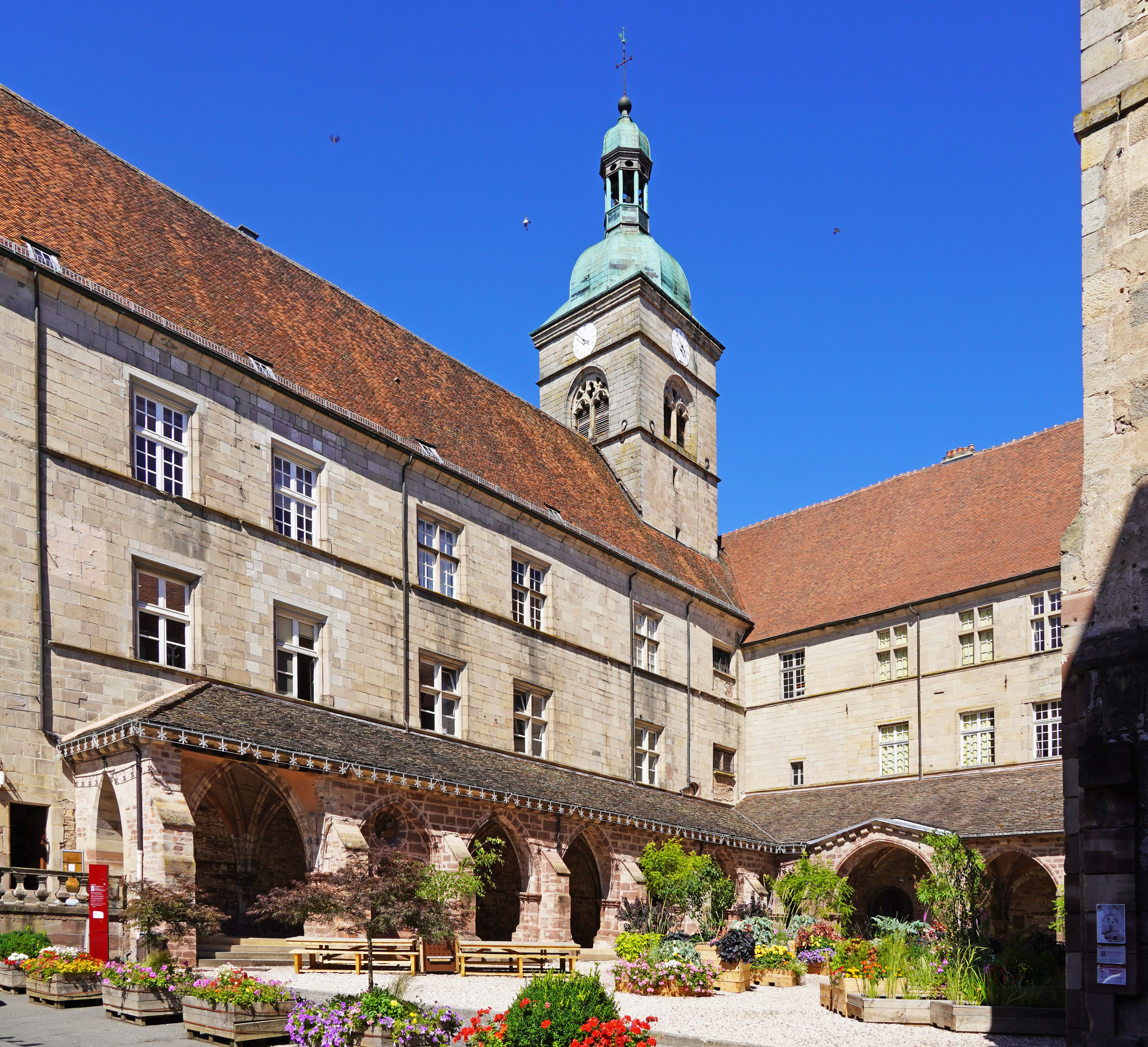
L'abbaye de Luxeuil.
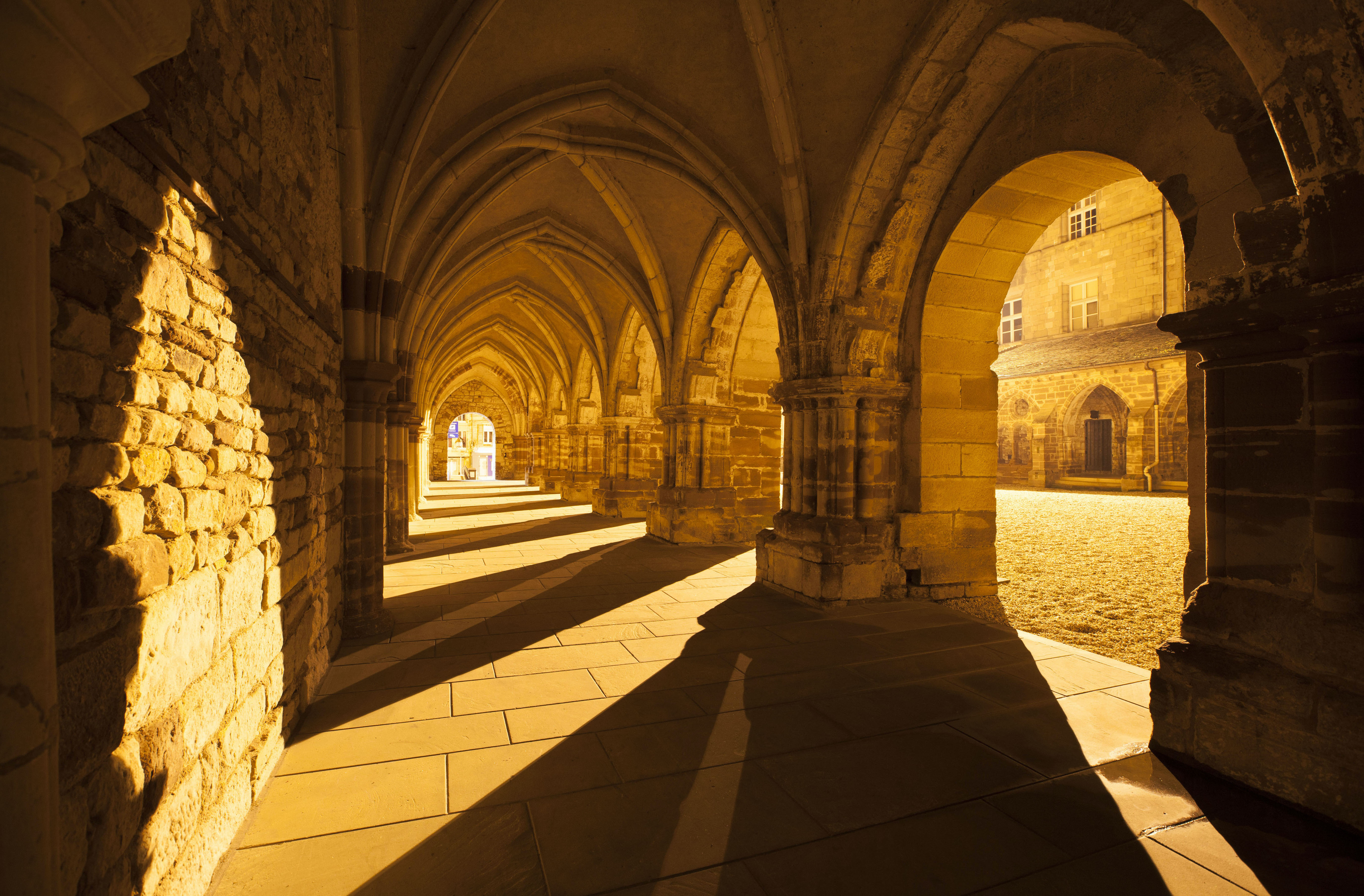
Le cloître de l'abbaye.

Des édifices religieux plus récents sont situés dans la ville comme la chapelle du Messier et la chapelle Notre-dame-des-Ailes.

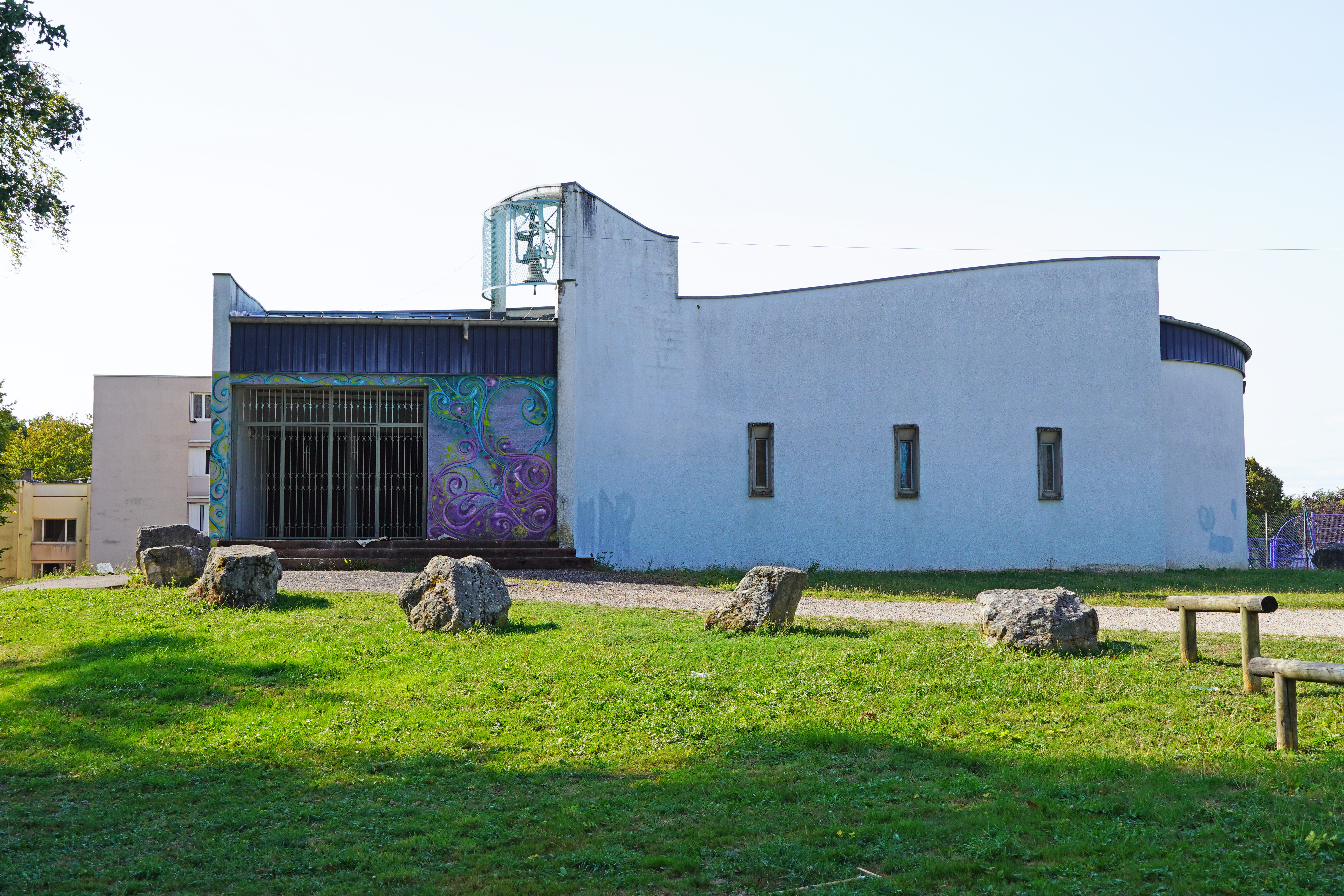
Chapelle du Messier.
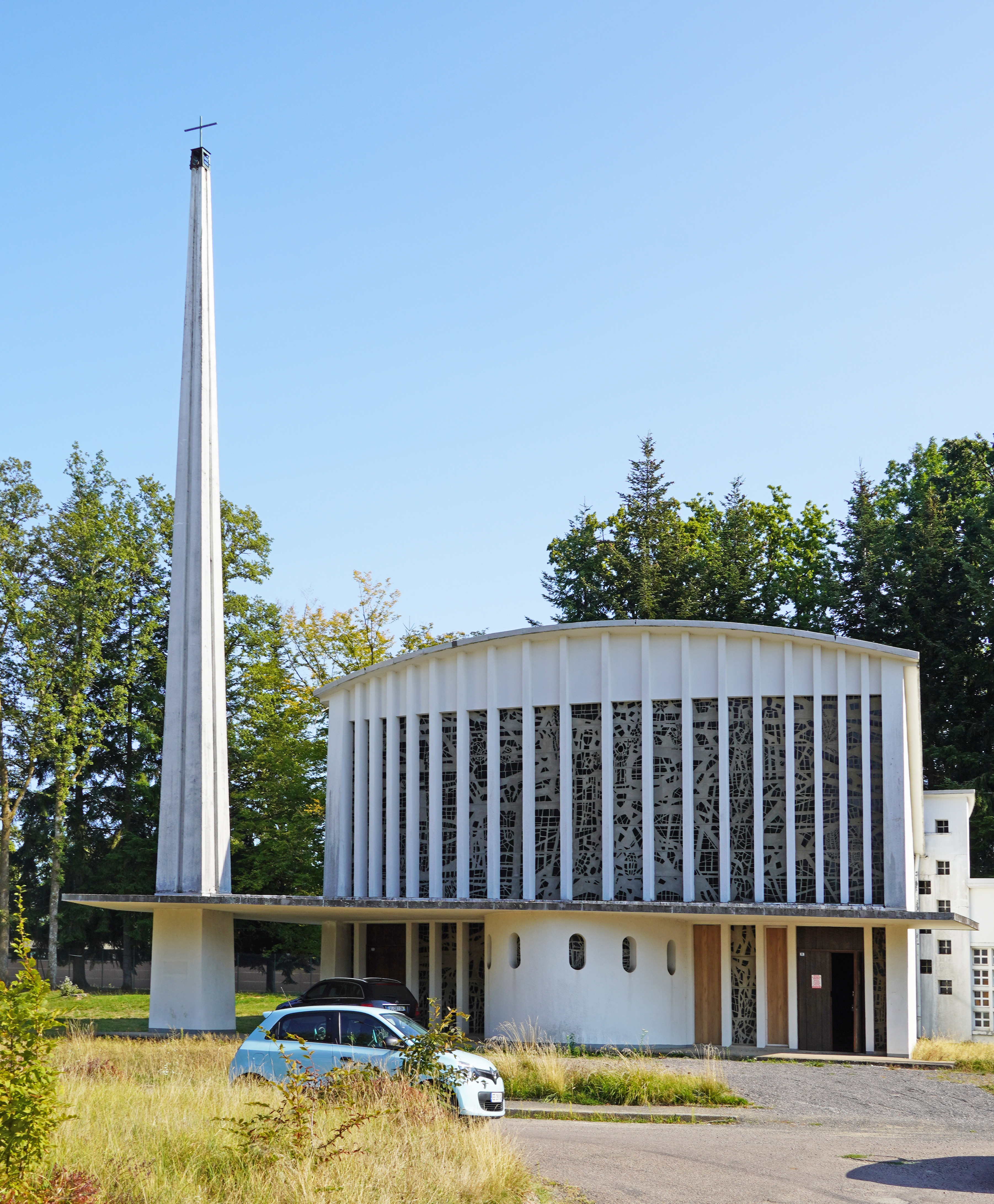
Chapelle Notre-Dame-des-Ailes.
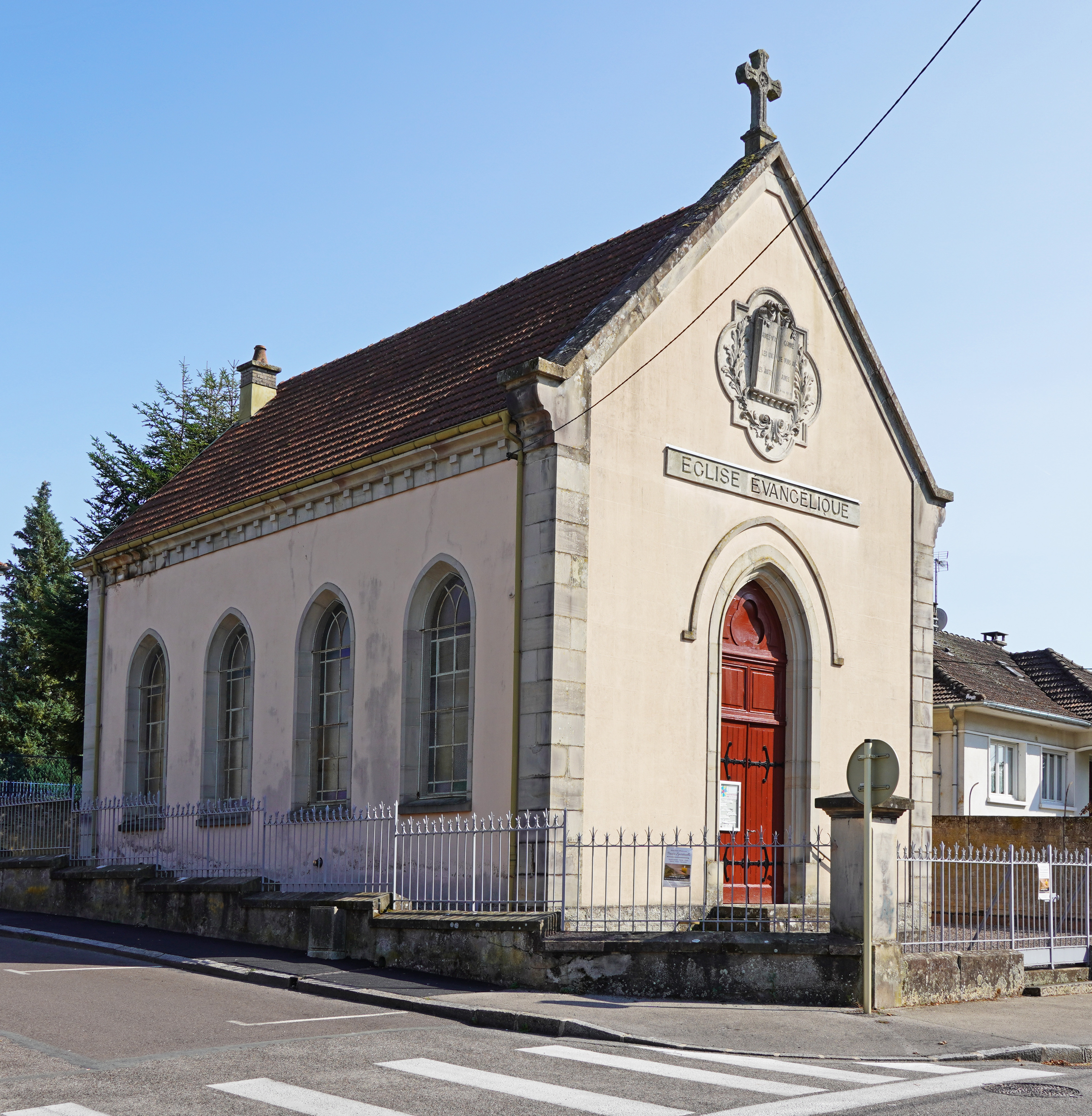
Église évangélique.

### Monuments commémoratifs
Divers monuments commémoratifs sont présents sur la commune. Le monument aux morts principal, inauguré le 11 novembre 2019, situé place de l'ancienne caserne, dans le centre-ville rend hommage aux victimes de la Première Guerre mondiale, aux déportés et fusillés de la Résistance pendant la Seconde Guerre mondiale, aux soldats tombés lors de la guerre d'Indochine, pour la guerre d'Algérie ou encore en OPEX. Il est formé de sept stèles entourant une statue de l'artiste Joseph Rivière, réalisée avec des veuves de la Seconde Guerre mondiale,.
Dans le cimetière de la ville se trouve un carré militaire, un monument aux morts de la guerre de 1870 et un autre portant le nom des soldats tués lors de la Première Guerre mondiale.

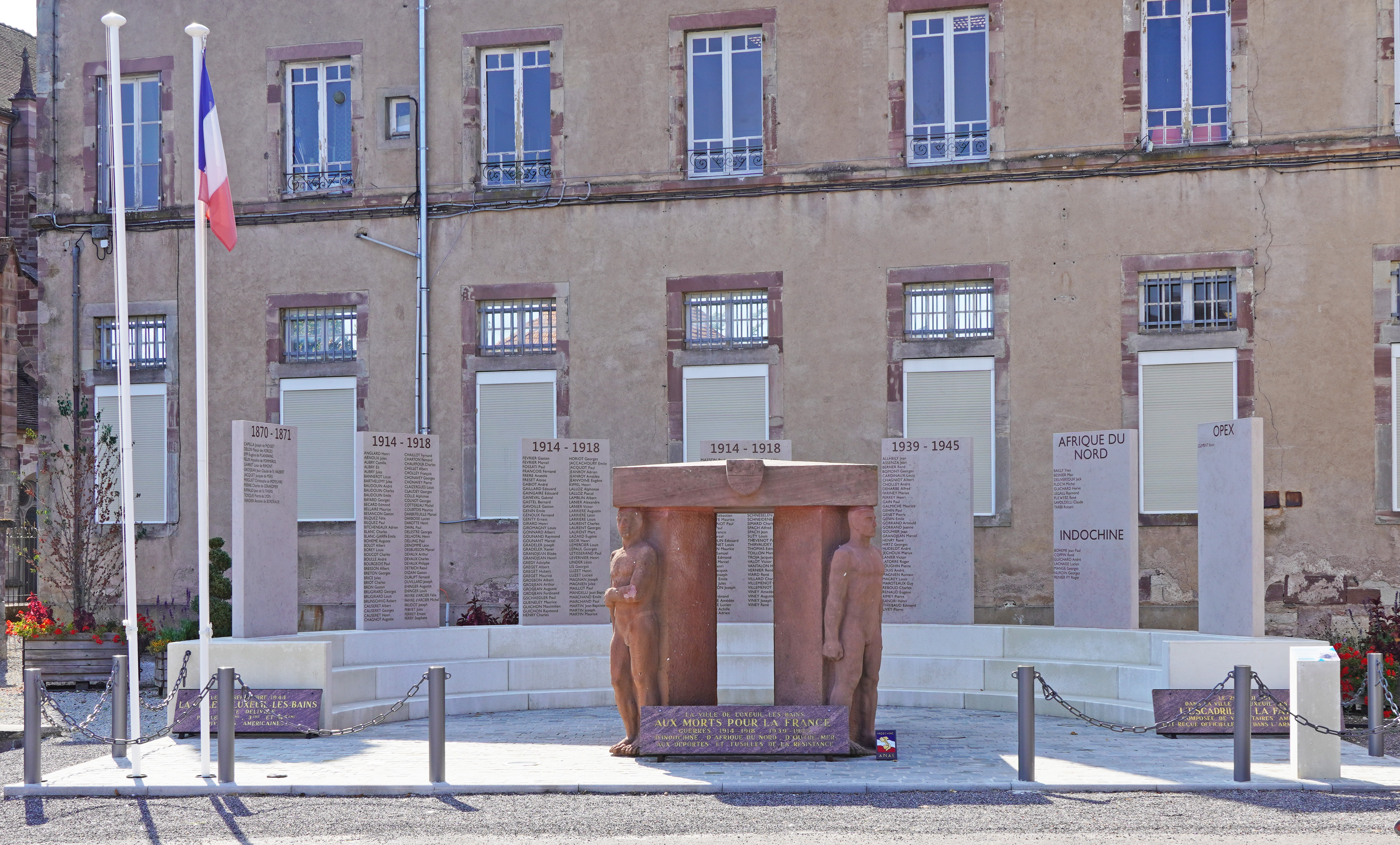
Le monument aux morts principal avec le monument de l'artiste Joseph Rivière.
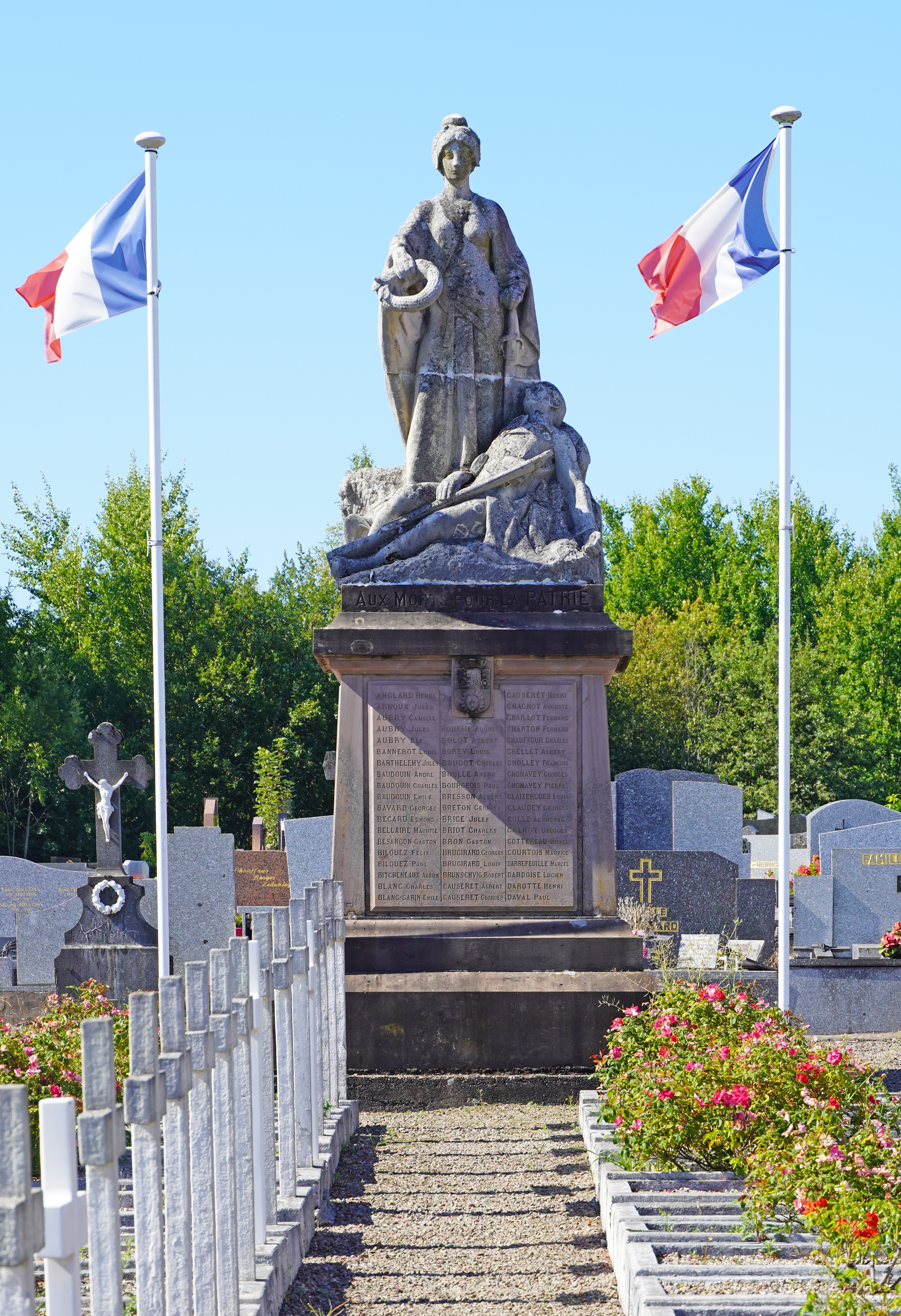
Monument de la Première Guerre mondiale.
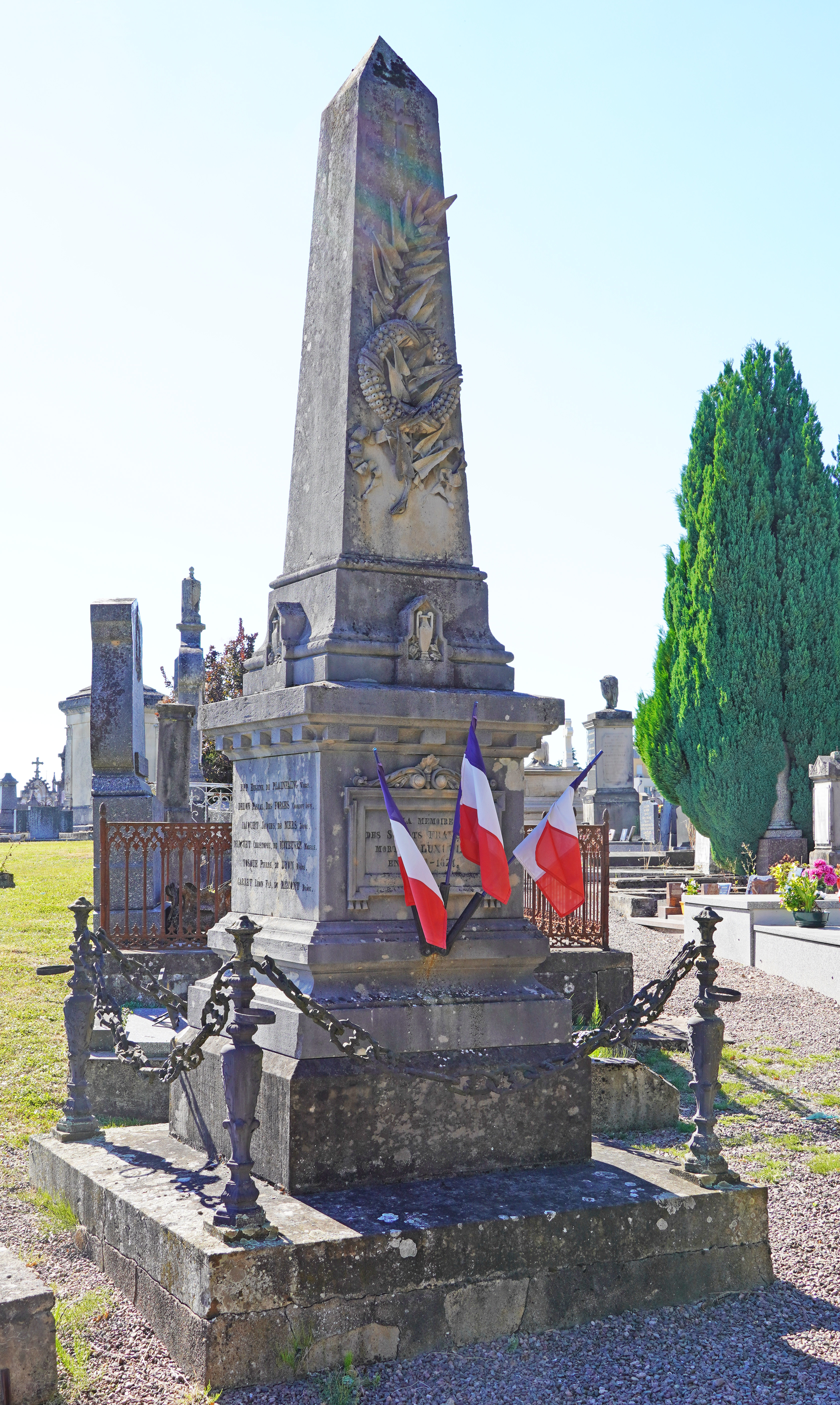
Monument de la guerre de 1870.
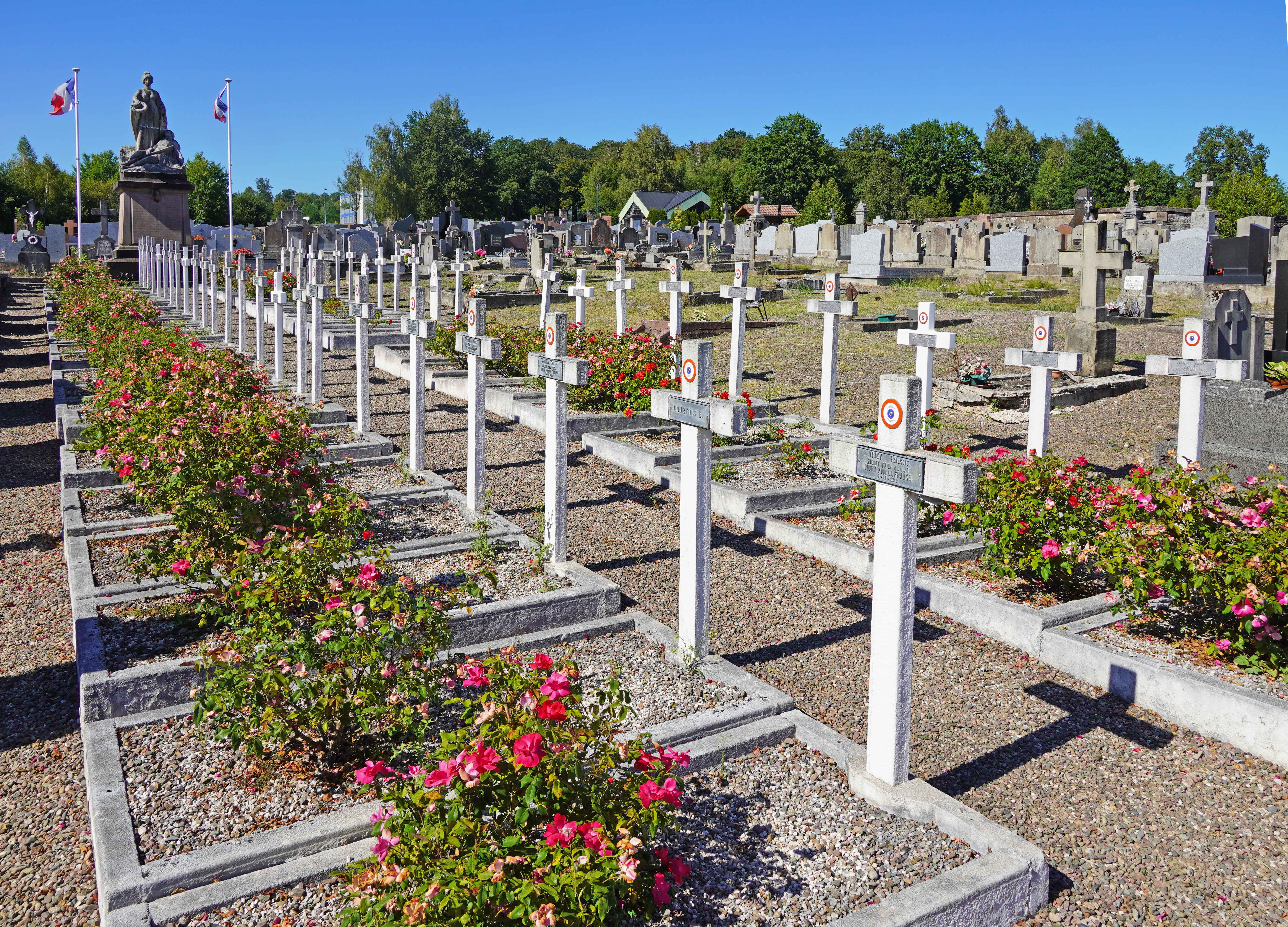
Le carré militaire.

#### Divers
Depuis 2006, la place de la République, située sur l'emplacement de l'ancienne église Saint-Martin (détruite en 1796 ; saint Valbert y aurait été enterré) fait l'objet d'une campagne de fouilles archéologiques. Celles-ci ont mis au jour de nombreux sarcophages et ont permis de préciser l'historique du lieu depuis le Ier siècle apr. J.-C., ainsi que les plans successifs de l'église depuis le Ve siècle.
Le site dit « des fours de potiers » (Monument historique), découvert en 1881 et fouillé de 1980 à 1987, permet de découvrir dix fours appartenant à un atelier de céramique gallo-romain.

### Musées
La tour des Échevins est actuellement un musée comportant une section archéologique (stèles funéraires gallo-romaines, ex-voto, poteries sigillées du IIe siècle) et une salle consacrée au peintre Jules Adler et à d'autres artistes régionaux ; il organise aussi des expositions temporaires. Du sommet de la tour octogonale (146 marches), on découvre l'ensemble de Luxeuil et ses environs.
Le conservatoire de la dentelle (dentelle de Luxeuil), au centre de la ville, dans les anciennes cuisines de l’abbaye jouxtant la basilique.
Le musée des Anciens Combattants se trouve dans l'Espace Charles-de-Gaulle.

### Thermes de Luxeuil-les-Bains
Les eaux de Luxeuil étaient déjà captées au moment de la conquête romaine. C'est sous le règne de Louis XV que fut construit l’actuel bâtiment d'architecture classique en grès rose des Vosges.
En 1936, la municipalité récupère les thermes ; une piscine thermale moderne est construite en 1938-1939. On comptait alors 18 sources (aujourd'hui captées) dans le parc, dont la fontaine d'Hygie déclarée d'intérêt public en 1858, et dont l'eau fut commercialisée.
Les eaux de Luxeuil sont de deux sortes. Eaux chaudes, sources hyperthermales, jusqu'à 63 °C pour la source Boursaux, et froides, oligométalliques très peu minéralisées et de radioactivité forte. Les cures à Luxeuil sont actuellement préconisées surtout pour les affections gynécologiques et rhumatismales.

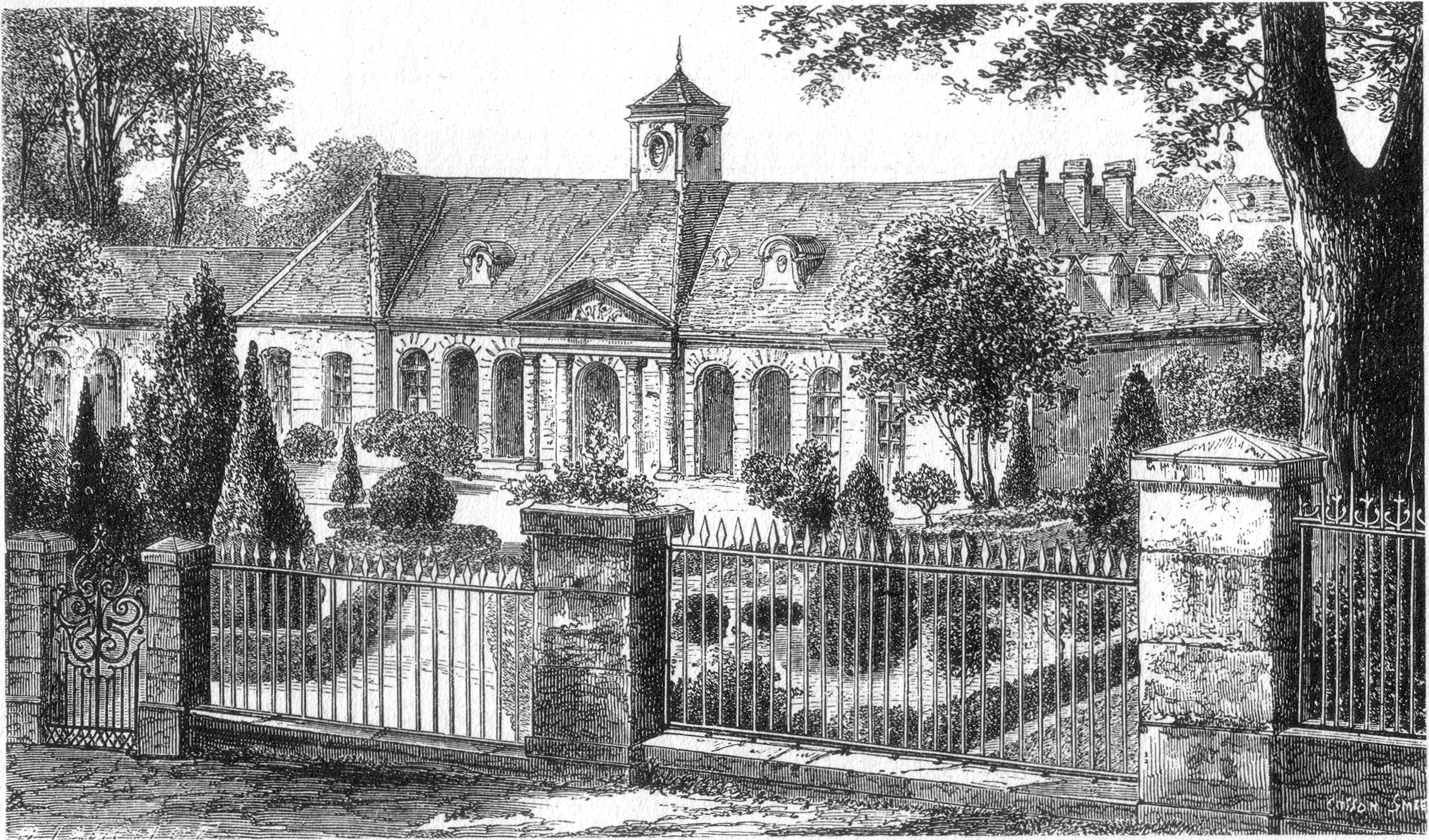
Les thermes de Luxeuil au XIXe siècle.
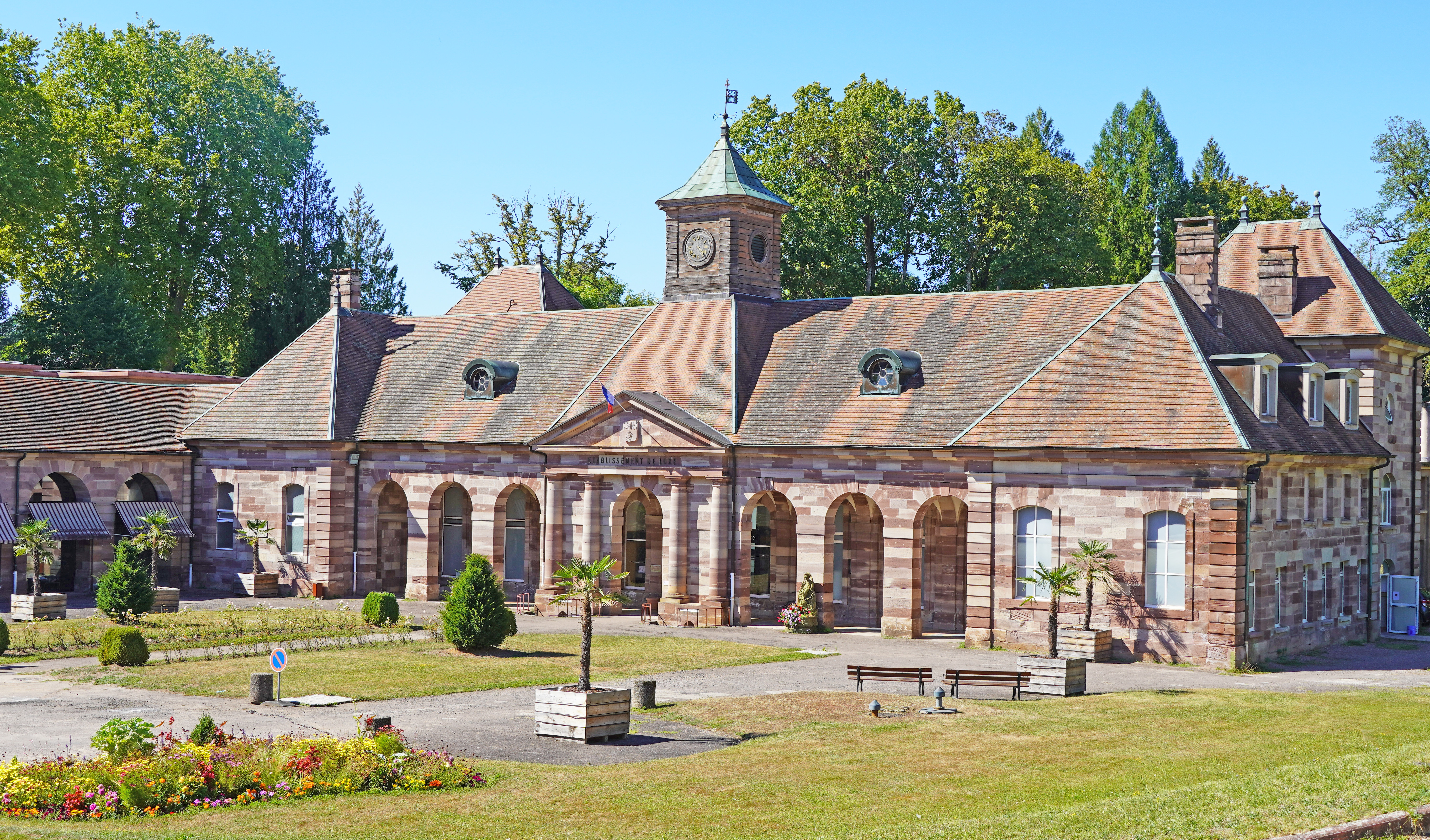
Les thermes de Luxeuil en 2020.

### Patrimoine naturel

ZNIEFF de Luxeuil et des communes limitrophes :
1. zone Natura 2000 de la vallée de la Lanterne ;
2. vallée de la Lanterne et du Breuchin ;
3. étang du Beuchot ;
4. la grande Gabiotte.

Luxeuil-les-Bains est couverte d'une forêt de feuillus en partie située à l'étage collinéen du massif des Vosges. La commune compte 482 espèces indigènes (en particulier les genres Viola, Geranium, Euphorbia, Dryopteris, Carex, Leucanthemum vulgare, sapin, chêne), 24 espèces introduites dont 7 envahissantes et une espèce cryptogènes, la Grémille.
La commune fait partie du parc naturel régional des Ballons des Vosges. Il existe une zone naturelle d'intérêt écologique, faunistique et floristique (ZNIEFF) dite « vallée de la Lanterne et du Breuchin » qui regroupe plusieurs espèces d'oiseaux protégées dans un milieu humide dû à la subdivision des deux rivières de la Lanterne et du Breuchin sur un sol siliceux.

### Gastronomie
La spécialité culinaire la plus populaire est le jambon de Luxeuil, qui est un jambon fumé traditionnellement, que certaines boucheries de la ville produisent toujours.
Il vaut à la ville le label Site remarquable du goût, reconnaissant le caractère touristique et gastronomique de ce patrimoine culinaire et de la cité.

### Personnalités liées à la commune
- Jules Adler (1865-1952), artiste peintre né à Luxeuil-les-Bains.
- François Bonvalot (?-1560) : abbé de Luxeuil ;
- Jean Chrysostome Magnen (e. 1590- 1679) médecin et philosophe né à Luxeuil-les-Bains.
- Saint-Colomban (543-615), moine irlandais, fondateur du monastère de Luxeuil.
- Georges Fréset (1894-1975), peintre naturaliste né à Luxeuil-les-Bains.
- Jean-Paul Jeanneret, né à Luxeuil en 1946, athlète, champion de France du saut en hauteur en 1970.
- Jean Jouffroy (1412-1473) : prélat, abbé de Luxeuil et né à Luxeuil.
- Ferdinand de Grammont (1805-1889), homme politique résidant à Luxeuil à partir de 1862 et fondateur de l'hôpital ouvert en 1882.
- Alexis Saint-Martin (1723- inconnue), général de brigade de la Révolution française.
- Jérémy Mathieu (1983-) : footballeur né à Luxeuil.
- Napoléon III (1808-1873), visite les thermes en 1856 et sauve la maison François Ier[99].
- Guillaume de Vaudrey (v1415-1479) chevalier et chef militaire comtois, fait décapité par Louis XI à Luxeuil.

### Héraldique
| Armes de Luxeuil-les-Bains | Coupé au premier d’azur semé de billettes d’or au lion issant du même, armé et lampassé de gueules, brochant sur le tout, au second de gueules au soleil d’or. |